# Olympische Sommerspiele 2004
| Medaillenspiegel               | Medaillenspiegel   | Medaillenspiegel | Medaillenspiegel | Medaillenspiegel | Medaillenspiegel |
| Platz                          | Land               | G                | S                | B                | Ges.             |
| ------------------------------ | ------------------ | ---------------- | ---------------- | ---------------- | ---------------- |
| 1                              | Vereinigte Staaten | 36               | 39               | 26               | 101              |
| 2                              | China              | 32               | 17               | 14               | 63               |
| 3                              | Russland           | 28               | 26               | 36               | 90               |
| 4                              | Australien         | 17               | 16               | 17               | 50               |
| 5                              | Japan              | 16               | 9                | 12               | 37               |
| 6                              | Deutschland        | 13               | 16               | 20               | 49               |
| 7                              | Frankreich         | 11               | 9                | 13               | 33               |
| 8                              | Italien            | 10               | 11               | 11               | 32               |
| 9                              | Südkorea           | 9                | 12               | 9                | 30               |
| 10                             | Großbritannien     | 9                | 9                | 12               | 30               |
| …                              | …                  | …                | …                | …                | …                |
| 27                             | Österreich         | 2                | 4                | 1                | 7                |
| …                              | …                  | …                | …                | …                | …                |
| 46                             | Schweiz            | 1                | 1                | 3                | 5                |
| Vollständiger Medaillenspiegel |                    |                  |                  |                  |                  |

Die Olympischen Sommerspiele 2004 (offiziell Spiele der XXVIII. Olympiade genannt) fanden vom 13. bis zum 29. August 2004 in der griechischen Hauptstadt Athen statt. Nach den I. Olympischen Spielen der Neuzeit im Jahr 1896 und den inoffiziellen Zwischenspielen 1906, die vom IOC nicht offiziell als Olympische Spiele angesehen werden, war Athen zum zweiten Mal Ausrichter der Olympischen Sommerspiele. Erstmals seit den Olympischen Sommerspielen 1992 in Barcelona kam wieder eine Stadt in Europa zum Zuge.

## Vergabe der Spiele
Noch nie zuvor gab es so viele Interessenten für die Ausrichtung der Spiele. Russland, Schweden, Frankreich, Argentinien, Brasilien, Italien, Puerto Rico, Südafrika, die Türkei, Spanien und Griechenland reichten die Bewerbungsunterlagen beim IOC ein.
Für die Entscheidung am 5. September 1997 wurden Rom, Kapstadt, Athen, Stockholm und Buenos Aires als Kandidatenstädte zugelassen. Die Olympischen Spiele 2004 wurden in der IOC-Session in Lausanne nach Athen vergeben.
Die Vergabe der Spiele nach Athen wurde als Wiedergutmachung verstanden, nachdem sieben Jahre zuvor die Bewerbung für die Olympischen Spiele 1996 gescheitert war. Damals war man davon ausgegangen, dass die olympische Bewegung zur Feier des 100. Geburtstags der Olympischen Spiele der Neuzeit wieder an ihren Ausgangspunkt zurückkehren würde.
| Bewerbung         | Land         | Runde 1 | Stichwahl | Runde 2 | Runde 3 | Runde 4 |
| ----------------- | ------------ | ------- | --------- | ------- | ------- | ------- |
| Athen 2004        | Griechenland | 32      | –         | 38      | 52      | 66      |
| Rom 2004          | Italien      | 23      | –         | 28      | 35      | 41      |
| Kapstadt 2004     | Südafrika    | 16      | 62        | 22      | 20      | –       |
| Stockholm 2004    | Schweden     | 20      | –         | 19      | –       | –       |
| Buenos Aires 2004 | Argentinien  | 16      | 44        | –       | –       | –       |

## Vorbereitungen
Nachdem Athen 1997 den Zuschlag zur Ausrichtung der Olympischen Spiele 2004 erhalten hatte, passierte bis ins Jahr 2000 nur wenig bei den Vorbereitungen. Erst nachdem der damalige IOC-Präsident Juan Antonio Samaranch Anfang des Jahres 2000 Athen mit dem Entzug der Spiele drohte, wurden die Arbeiten intensiviert. Zu den größten Infrastrukturvorhaben, die zu jener Zeit entstanden, gehörten die Ringautobahn, die U-Bahn-Linie 2 und 3 sowie die Wiedereinführung der Straßenbahn. Auch Privatleute profitierten von öffentlichen Förderungen, so wurde etwa das Sanieren von Hausfassaden bezuschusst.
Nach dem Regierungswechsel in Griechenland im März 2004 steigerten die Organisatoren noch einmal das Tempo der Arbeiten. Trotzdem wurde insbesondere in ausländischen Medien spekuliert, ob Athen bis zum Beginn der Spiele fertig werden würde. Wenngleich im Juni 2004 erst 15 von 39 Sportstätten fertiggestellt waren, waren es zur Eröffnung alle. Sogar das Dach des Olympiastadions stand, welches nicht in der ursprünglichen Planung vorgesehen war. Hingegen wurde das Dach des Aquatics Centre nicht gebaut, angeblich aus Zeitgründen, tatsächlich jedoch aus Kostengründen.
Auf der 116. Vollversammlung des IOC griff der griechische Staatspräsident Konstantinos Stefanopoulos die Kritik durch das IOC an den Vorbereitungen scharf an. Der damals 77-jährige sagte: „Es hat ausgewogene, gerechtfertigte Vorschläge von ihrem Komitee und auch von ehrlichen Freunden der olympischen Idee gegeben. Verbittert war ich von einer Reihe bösartiger und ironischer Kommentare von anderen. Sie sagten einen organisatorischen Fehlschlag voraus.“ Weiter bemerkte er, im Bezug auf ein Interview des IOC-Präsidenten Jacques Rogge, in dem dieser die Vergabe der Spiele an Athen angeblich als Fehler bezeichnet hatte: „Was ich nicht akzeptieren kann, sind Aussagen, dass es ein Fehler war, die Spiele an Griechenland zu vergeben.“
Insgesamt starben bei der Realisierung der Bauten 13 Arbeiter, was noch am Dienstag vor der Eröffnung der Spiele zu Protesten führte. Die Demonstranten machten die Vernachlässigung der Sicherheitsmaßnahmen im Akkordbetrieb für die Unfälle verantwortlich.
Erst spät kam es zu einem Ansturm auf die Eintrittskarten. Am 10. August 2004, dem Dienstag vor der Eröffnung, wurde ein neuer Verkaufsrekord mit 88.317 Karten aufgestellt. Zu diesem Zeitpunkt waren aber immer noch 2,7 Millionen der insgesamt 5,7 Millionen Karten zu haben.

## Visuelles Erscheinungsbild

Zu den Spielen wurde die erste 2-Euro-Gedenkmünze überhaupt herausgegeben. Die Münze war mehr als Werbemaßnahme konzipiert und weniger als Sammlerstück, daher war die Auflage hoch

Das olympische Velodrom

Das visuelle Erscheinungsbild stand unter dem Hintergrund, dass die Besucher eine enge Verknüpfung zu den antiken Spielen erwarteten, andererseits die Organisatoren auf einen zeitgemäßen Impuls wert legten. Es gelang um die Jahrtausendwende, welche gestalterisch allgemein neofunktional geprägt war, mit den bunten Farben und den ornamentalen Texturen die späteren Designtendenzen hin zu ornamentalen Tendenzen vorwegzunehmen und wesentlich zu prägen. Geleitet wurde das Designteam der Spiele von Theodora Mantzaris, die einzelnen Bausteine des Erscheinungsbildes wurden von Einzelpersonen innerhalb des Teams entworfen.
Als Schriftart wurde die Gill Sans ausgewählt. Mit Erlaubnis des Rechteinhabers Monotype wurden 2000 die griechischen Buchstaben von Hector Charalambous und Panayiotis Haratzopoulos überarbeitet. Diese Schriftart ist seitdem als Gill Sans Hellenic auch kommerziell erhältlich.

### Logo
Als erster Baustein des Corporate Design wurde 1999 das von Rodanthi Senduka designte Logo vorgestellt. Es ist als erstes olympisches Logo überhaupt frei gezeichnet und nicht geometrisch konstruiert. Es zeigt einen Olivenzweig auf blauem Hintergrund. Damit wurde das Symbol der antiken Siegerehrungen aufgegriffen. Unter der Zeichnung steht der Schriftzug Athen 2004 auf Griechisch, Englisch oder Französisch.

### Maskottchen
Athene und Phoibos waren die Maskottchen der Olympischen Spiele 2004 in Athen. Sie stellen die griechischen Götter der Weisheit (Athene) sowie des Lichts und der Musik (Apollo, einer seiner geläufigsten Beinamen lautete Phoibos) dar. Sie wurden von dem griechischen Designer Spyros Gogos entwickelt und vom Organisationskomitee der Spiele (ATHOC) aus 196 eingereichten Vorschlägen ausgewählt.
Die beiden Maskottchen sind Zwillinge (obwohl in der griechischen Mythologie Artemis, und nicht Athene, die Zwillingsschwester Apolls ist) und symbolisieren damit die Geschwisterlichkeit unter allen Teilnehmern der Spiele. Die Farben Blau und Orange stehen für das griechische Meer und die griechische Sonne.
In der Gestaltung sind Athena und Phoibos einer Terrakottapuppe aus dem archaischen Zeitalter (etwa 7. Jahrhundert v. Chr.) nachgebildet. Diese Daidala waren glockenförmig und hatten bewegliche Glieder. Die Originale sind im Archäologischen Nationalmuseum von Athen ausgestellt.

### Piktogramme
Die Piktogramme wurden von Yiannis Kouroudis gestaltet, sie zeigen abstrahiert die verschiedenen Sportarten, die Art der Abstraktion ist antiken Vasenzeichnungen entlehnt.

### Medaillen
Während die Gestaltung der Frontseite der Medaillen seit 1928 unverändert war, erhielt das Organisationskomitee die Genehmigung, ein neues Design einzuführen. Der neue Entwurf stammte von der Grafikerin Elena Votsi.
Von 1928 bis 2000 war auf der Vorderseite der Medaille die Siegesgöttin Nike sitzend mit einem Olivenkranz in der Hand abgebildet. Seit 2004 und bei zukünftigen Olympischen Spielen wird Nike ins Panathinaikon-Stadion fliegen, um dem besten Athleten den Sieg zu bringen. Auf der Rückseite sind das Emblem der Spiele von Athen und die olympische Flamme dargestellt sowie der Eröffnungsvers der achten Olympischen Ode von Pindar zu lesen (siehe unter Μᾶτερ ὦ χρυσοστεφάνων ἀέθλων, Οὐλυμπία).

### Briefmarken und Münzen
Das Designteam gestaltete auch Briefmarken für die griechische Post ELTA und Gedenkmünzen zu den Spielen.

### Architektur
Waren anfangs sehr viele Sportstätten schon vorhanden und geeignet, so entschloss man sich trotzdem zur Erstellung eines architektonischen Masterplans, der vor allem auch ein einheitliches architektonisches Gesamtbild geben sollte. Anders als bei der Grafik wurde in der Architektur ein einzelner Architekt, der Stararchitekt Santiago Calatrava mit den Entwürfen der wichtigen Bauten betraut (u. a. der Olympia-Sportkomplex Athen), während die Gestaltungsaufträge der verstreuten Bauten an verschiedene Architekten gingen, wie etwa das Tennisstadion von Liana Nella-Potiropoulou.
Das Olympiastadion war in der ursprünglichen Planung nicht zur Umgestaltung vorgesehen, erhielt trotzdem ein neues Dach, da es ohnehin intensiv genutzt wird. Beim selten genutzten Aquatic Centre wurde hingegen das Dach aus Kostengründen gestrichen, offiziell aus Zeitgründen.

## Fackellauf und olympisches Feuer

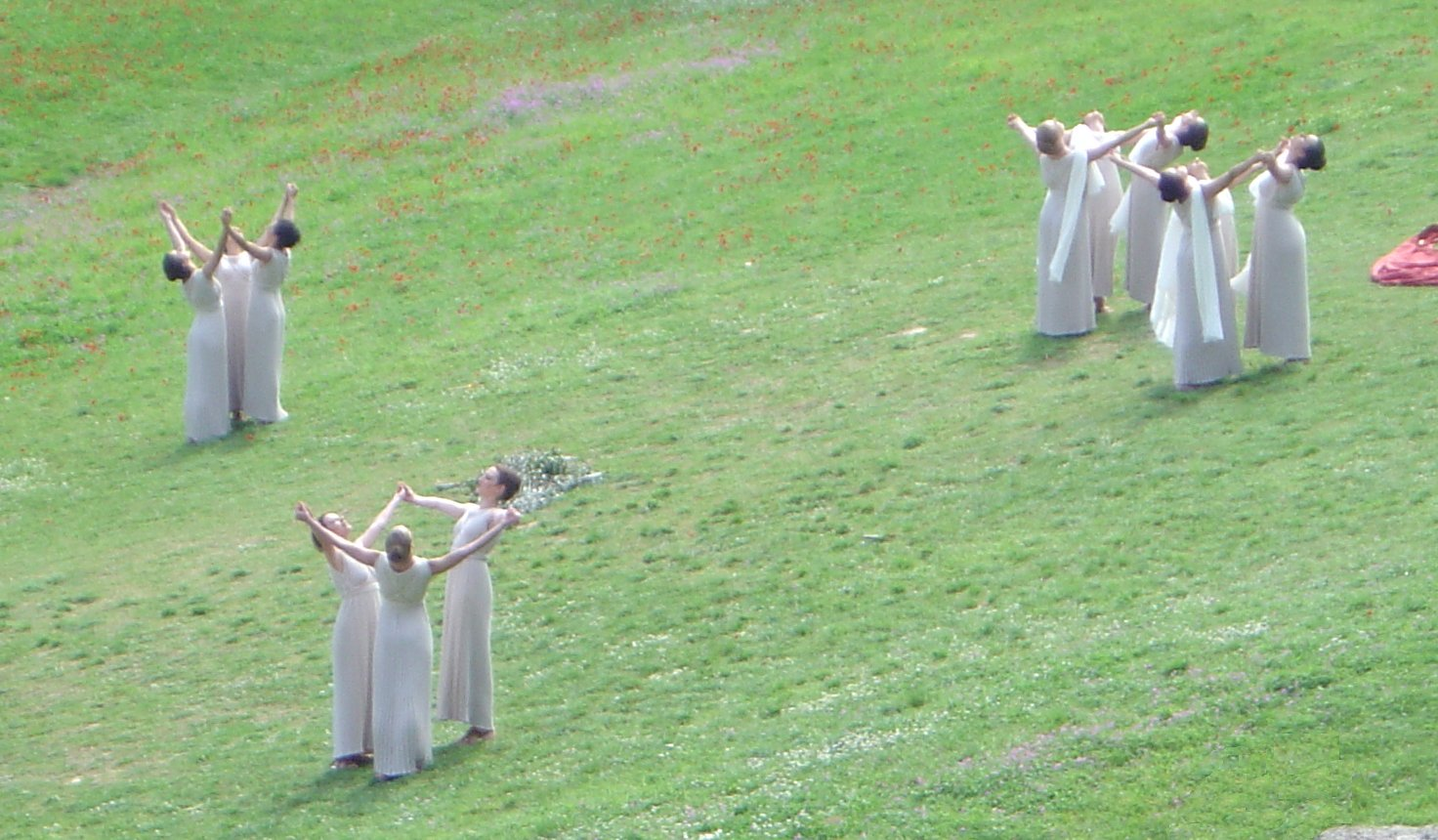
Zeremonie zur Entzündung des olympischen Feuers

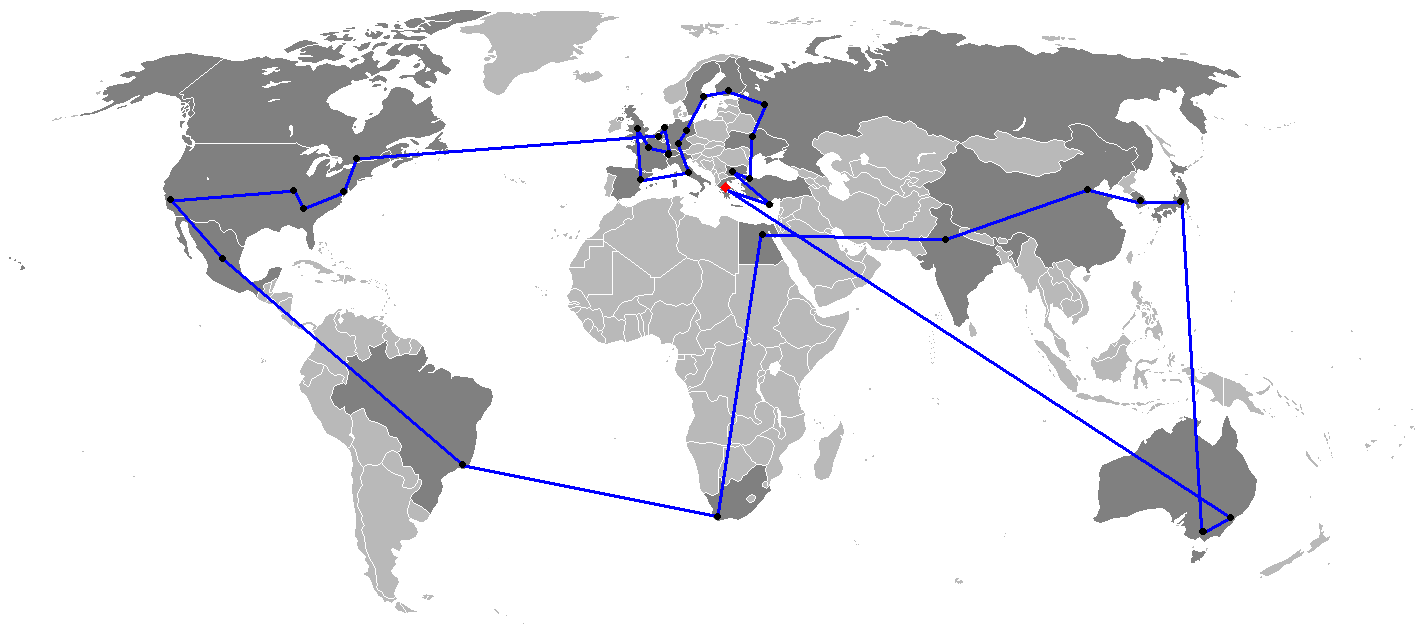
Karte des Fackellaufes

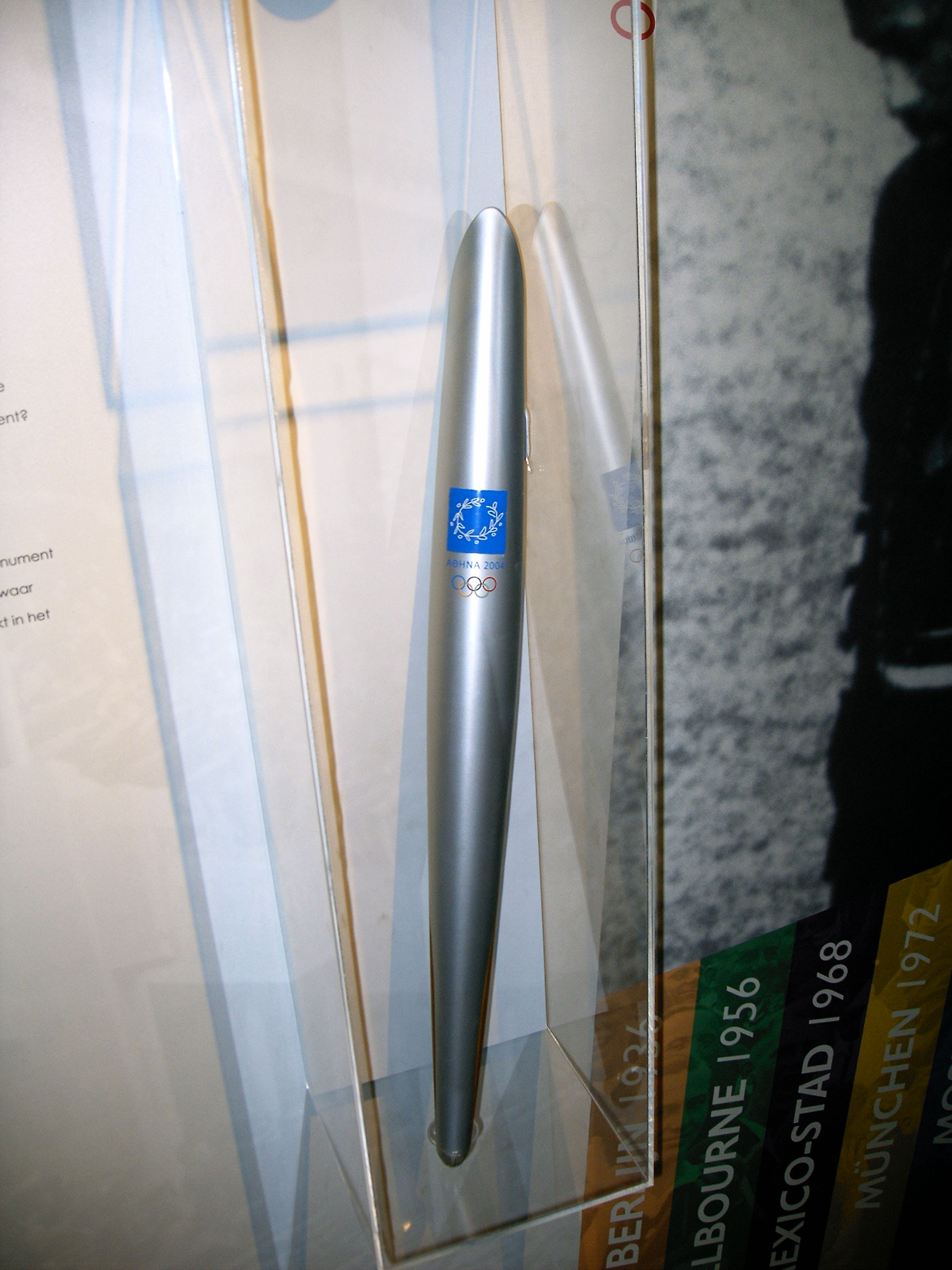
Die olympische Fackel

Das olympische Feuer wurde am 25. März 2004 im antiken Olympia entzündet. Der Fackellauf der Olympischen Spiele 2004 war der erste, der auch durch Südamerika, Afrika und Indien führte und somit jeden Kontinent erreichte. Auf der Route des Fackellaufes lagen alle ehemaligen Austragungsorte Olympischer Sommerspiele. Das olympische Feuer wurde in einer speziell ausgerüsteten Boeing 747, die den Namen Zeus trug, transportiert.
Die Stationen des Fackellaufes waren:
1. Sydney,  Australien (2000)
2. Melbourne,  Australien (1956)
3. Tokio,  Japan (1964)
4. Seoul,  Südkorea (1988)
5. Peking,  China (2008)
6. Neu-Delhi,  Indien
7. Kairo,  Ägypten
8. Kapstadt,  Südafrika
9. Rio de Janeiro,  Brasilien (2016)
10. Mexiko-Stadt,  Mexiko (1968)
11. Los Angeles,  Vereinigte Staaten (1932/1984)
12. St. Louis,  Vereinigte Staaten (1904)
13. Atlanta,  Vereinigte Staaten (1996)
14. New York City,  Vereinigte Staaten
15. Montreal,  Kanada (1976)
16. Antwerpen,  Belgien (1920)
17. Brüssel,  Belgien
18. Amsterdam,  Niederlande (1928)
19. Genf,  Schweiz
20. Lausanne,  Schweiz
21. Paris,  Frankreich (1900/1924)
22. London,  Vereinigtes Königreich (1908/1948/2012)
23. Madrid,  Spanien
24. Barcelona,  Spanien (1992)
25. Rom,  Italien (1960)
26. München,  Deutschland (1972)
27. Berlin,  Deutschland (1936)
28. Stockholm,  Schweden (1912)
29. Helsinki,  Finnland (1952)
30. Moskau,  Russland (1980)
31. Kiew,  Ukraine
32. Istanbul,  Türkei
33. Sofia,  Bulgarien
34. Nikosia,  Zypern

Am 9. Juli 2004 kehrte das olympische Feuer nach Griechenland zurück, nachdem es am vorherigen Tag als letzte Auslandsetappe Zypern besuchte. Der mehr als einmonatige Fackellauf durch Griechenland, der nun folgte, führte das Feuer, während der Überquerung eines Sees an der Grenze zu Albanien, auch auf albanisches Territorium. Einer der berühmten Fackelträger war Otto Rehhagel, der wenige Monate vorher überraschend mit der griechischen Fußballnationalmannschaft Europameister wurde. Er trug die Fackel 2500 Meter über die Rio-Andirrio-Brücke.
Während der Eröffnungsfeier am 13. August 2004 in Athen entzündete der griechische Olympiasieger im Surfen Nikolaos Kaklamanakis das olympische Feuer in Form einer 31 Meter hohen Fackel im Olympiastadion.

## Teilnehmer

Teilnehmende Nationen

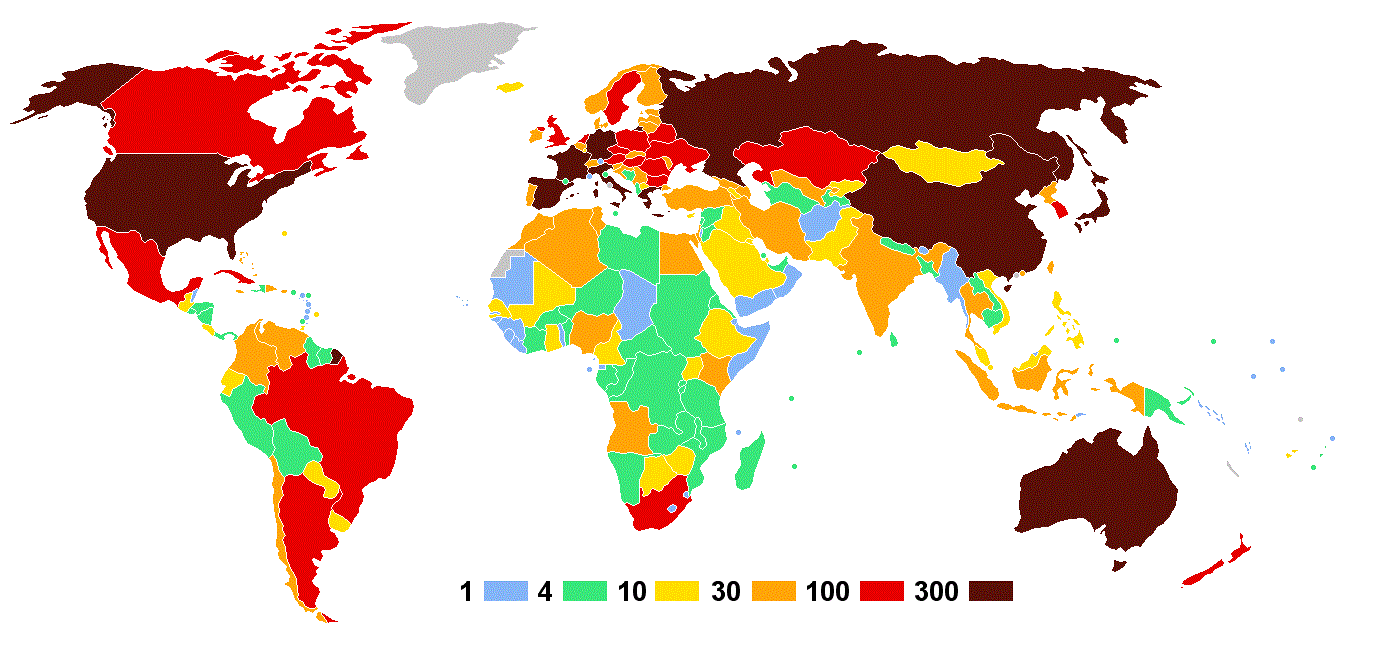
Anzahl der Athleten

In Athen wurde mit 202 teilnehmenden Nationen ein neuer Rekord aufgestellt. Die alte Bestmarke stammte von den Olympischen Spielen 2000 in Sydney, wo 199 Nationen starteten.
Ein versöhnliches Signal war der gemeinsame Einmarsch von Nord- und Südkorea während der Eröffnungsfeier. Bei den Wettkämpfen traten die beiden verfeindeten Länder aber separat an.
Das irakische Olympiateam erhielt besondere Unterstützung. Die australische Luftwaffe stellte ein Flugzeug zum Transport der Olympiamannschaft zur Verfügung und das japanische Nationale Olympische Komitee stellte die Bekleidung für die 48 irakischen Teammitglieder.
| Europa (5601 Athleten aus 48 Nationen) | Europa (5601 Athleten aus 48 Nationen) | Europa (5601 Athleten aus 48 Nationen) |
| --- | --- | --- |
| - Albanien (7) - Andorra (8) - Armenien (19) - Aserbaidschan (37) - Belarus (150) - Belgien (62) - Bosnien und Herzegowina (9) - Bulgarien (165) - Dänemark (92) - Deutschland (479) - Estland (44) - Finnland (62) - Frankreich (317) - Georgien (32) - Griechenland (441) - Großbritannien (259) | - Irland (52) - Island (26) - Israel (36) - Italien (403) - Kroatien (83) - Lettland (35) - Liechtenstein (1) - Litauen (59) - Luxemburg (10) - Malta (7) - Mazedonien (10) - Moldau (33) - Monaco (3) - Niederlande (219) - Norwegen (52) - Österreich (101)                                    | - Polen (208) - Portugal (91) - Rumänien (108) - Russland (446) - San Marino (5) - Schweden (115) - Schweiz (98) - Serbien und Montenegro * (85) - Slowakei (64) - Slowenien (79) - Spanien (316) - Tschechien (142) - Türkei (53) - Ukraine (239) - Ungarn (219) - Zypern (20)              |
| Amerika (1950 Athleten aus 42 Nationen) | | |
| - Amerikanische Jungferninseln (6) - Antigua und Barbuda (9) - Argentinien (156) - Aruba (4) - Bahamas (41) - Barbados (10) - Belize (2) - Bermuda (10) - Bolivien (7) - Brasilien (247) - Britische Jungferninseln (1) - Cayman Islands (5) - Chile (56) - Costa Rica (20)                        | - Dominica (2) - Dominikanische Republik (33) - Ecuador (17) - El Salvador (8) - Grenada (5) - Guatemala (18) - Guyana (4) - Haiti (8) - Honduras (5) - Jamaika (47) - Kanada (200) - Kolumbien (51) - Kuba (151) - Mexiko (109) - Nicaragua (5)                                                 | - Niederländische Antillen (3) - Panama (4) - Paraguay (22) - Peru (12) - Puerto Rico (43) - St. Kitts und Nevis (2) - St. Lucia (2) - St. Vincent und die Grenadinen (3) - Suriname (4) - Trinidad und Tobago (19) - Uruguay (15) - Venezuela (48) - Vereinigte Staaten (536)               |
| Asien (1826 Athleten aus 44 Nationen) | | |
| - Afghanistan (3) - Bahrain (6) - Bangladesch (4) - Bhutan (2) - Brunei (1) - China, Volksrepublik (407) - Chinesisch Taipeh (87) - Hongkong (32) - Indien (73) - Indonesien (38) - Irak (25) - Iran (37) - Japan (312) - Jemen (3) - Jordanien (8)                                                | - Kambodscha (4) - Kasachstan (114) - Katar (22) - Kirgisistan (29) - Korea, DVR (36) - Korea, Republik (264) - Kuwait (29) - Laos (5) - Libanon (5) - Malaysia (26) - Malediven (4) - Mongolei (20) - Myanmar (2) - Nepal (6) - Oman (2)                                                        | - Osttimor * (2) - Pakistan (26) - Palästina (3) - Philippinen (16) - Saudi-Arabien (16) - Singapur (16) - Sri Lanka (8) - Syrien (6) - Tadschikistan (9) - Thailand (42) - Turkmenistan (9) - Usbekistan (70) - Vereinigte Arabische Emirate (4) - Vietnam (11)                             |
| Afrika (836 Athleten aus 54 Nationen) | | |
| - Ägypten (96) - Algerien (63) - Angola (31) - Äquatorialguinea (2) - Äthiopien (28) - Benin (4) - Botswana (11) - Burkina Faso (7) - Burundi (7) - Dschibuti (2) - Elfenbeinküste (5) - Eritrea (4) - Gabun (6) - Gambia (2) - Ghana (29) - Guinea (3) - Guinea-Bissau (3) - Kamerun (17)         | - Kap Verde (3) - Kenia (46) - Komoren (3) - Kongo, Demokratische Republik (4) - Kongo, Republik (6) - Lesotho (3) - Liberia (2) - Libyen (8) - Madagaskar (9) - Malawi (4) - Mali (23) - Marokko (55) - Mauretanien (2) - Mauritius (9) - Mosambik (4) - Namibia (8) - Niger (4) - Nigeria (70) | - Ruanda (5) - Sambia (6) - São Tomé und Príncipe (2) - Senegal (16) - Seychellen (9) - Sierra Leone (2) - Simbabwe (12) - Somalia (2) - Sudan (4) - Südafrika (106) - Swasiland (3) - Tansania (8) - Togo (3) - Tschad (2) - Tunesien (54) - Uganda (11) - Zentralafrikanische Republik (4) |
| Ozeanien (679 Athleten aus 14 Nationen) | | |
| - Amerikanisch-Samoa (5) - Australien (482) - Cookinseln (3) - Fidschi (10) - Guam (4) - Kiribati * (3) | - Föderierte Staaten von Mikronesien (5) - Nauru (3) - Neuseeland (148) - Papua-Neuguinea (4) - Palau (4) | - Salomonen (2) - Samoa (3) - Tonga (5) - Vanuatu (2) |
| (Anzahl der Athleten) * erstmalige Teilnahme an Sommerspielen | | |

## Wettkampforte

### In Athen und Umgebung
- Olympia-Sportkomplex Athen
Olympiastadion Athen
Wassersportzentrum
Olympiahalle
Velodrom
Tenniszentrum

Beachvolleyball-Stadion

- Olympisches Segelzentrum Agios Kosmas
- Ano Liossia Olympic Hall
- Faliro Coastal Zone Olympic Sports Complex
Sports Pavilion
Stadion des Friedens und der Freundschaft
Faliro Olympic Beach Volleyball Centre
- Galatsi Olympic Hall
- Goudi Olympic Complex
- Elliniko Olympic Complex
Elliniko Indoor Arena und Elliniko Fencing Hall
Olympic Baseball Centre
Olympic Softball Centre
Olympiako Kentro Kanoe/Kagiak Slalom
Olympic Hockey Centre
- Nikaia Olympic Hall
- Panathinaiko-Stadion (das Stadion der Olympischen Spiele 1896)
- Peristeri Olympic Hall
- Vouliagmeni Olympic Centre
- Platia Kotzia (Start und Ziel der Straßenrennen im Radsport)

### Außerhalb Athens
- Marathon
- Olympic Rowing and Canoeing Centre in Schinias bei Marathon
- Markopoulo Olympic Equestrian Centre
- Markopoulo Olympic Shooting Centre
- Parnitha Olympic Mountain Bike Venue

- Olympia

### Stadien für Fußballspiele
- Pampeloponnisiako, Patras
- Pankrito, Iraklio
- Panthessaliko, Volos
- Karaïskáki, Piräus
- Kaftanzoglio, Thessaloniki
- Olympiastadion, Athen

## Wettkampfprogramm
Es wurden 301 Wettbewerbe (166 für Männer, 125 für Frauen, 1 Mixed- und 9 offene Wettbewerbe) in 28 Sportarten/40 Disziplinen ausgetragen. Im Vergleich zu Sydney 2000 blieb das sportliche Programm nahezu gleich, die Anzahl der Wettbewerbe erhöhte sich per Saldo nur um einen. Es gab folgende Änderungen:
- Im Boxen wurde eine Gewichtsklasse (Halbmittelgewicht) gestrichen.
- Im Fechten wurde für die Frauen Säbel Einzel olympisch – dafür entfiel Florett Mannschaft.
- Im Freistilringen kamen vier Gewichtsklassen für Frauen (Fliegen-, Leicht-, Mittel- und Schwergewicht) hinzu, bei den Männern entfiel das Fliegengewicht.
- Im griechisch-römischen Ringen wurde eine Gewichtsklasse (Fliegengewicht) gestrichen.
- Im Segeln ersetzte die Bootsklasse Yngling für Frauen die offene Klasse Soling und aus der offenen Bootsklasse Star wurde eine Männerklasse.

Insgesamt fanden 301 Wettbewerbe in 28 Sportarten statt:

### Olympische Sportarten/Disziplinen
- Badminton Gesamt (5) = Männer (2)/Frauen (2)/Mixed (1)
- Baseball Gesamt (1) = Männer (1)
- Basketball Gesamt (2) = Männer (1)/Frauen (1)
- Bogenschießen Gesamt (4) = Männer (2)/Frauen (2)
- Boxen Gesamt (11) = Männer (11)
- Fechten Gesamt (10) = Männer (6)/Frauen (4)
- Fußball Gesamt (2) = Männer (1)/Frauen (1)
- Gewichtheben Gesamt (15) = Männer (8)/Frauen (7)
- Handball Gesamt (2) = Männer (1)/Frauen (1)
- Hockey Gesamt (2) = Männer (1)/Frauen (1)
- Judo Gesamt (14) = Männer (7)/Frauen (7)
- Kanusport
  -  Kanurennsport Gesamt (12) = Männer (9)/Frauen (3)
  -  Kanuslalom Gesamt (4) = Männer (3)/Frauen (1)
- Leichtathletik Gesamt (46) = Männer (24)/Frauen (22)
- Moderner Fünfkampf Gesamt (2) = Männer (1)/Frauen (1)
- Radsport
  -  Bahn Gesamt (12) = Männer (8)/Frauen (4)
  -  Mountainbike Gesamt (2) = Männer (1)/Frauen (1)
  -  Straße Gesamt (4) = Männer (2)/Frauen (2)
- Reiten
  -  Dressur Gesamt (2) = Offen (2)
  -  Springen Gesamt (2) = Offen (2)
  -  Vielseitigkeit Gesamt (2) = Offen (2)
- Ringen
  -  Freistil Gesamt (11) = Männer (7)/Frauen (4)
  -  Griechisch-römisch Gesamt (7) = Männer (7)
- Rudern Gesamt (14) = Männer (8)/Frauen (6)
- Schießen Gesamt (17) = Männer (10)/Frauen (7)
- Schwimmsport
  -  Schwimmen Gesamt (32) = Männer (16)/Frauen (16)
  -  Synchronschwimmen Gesamt (2) = Frauen (2)
  -  Wasserball Gesamt (2) = Männer (1)/Frauen (1)
  -  Wasserspringen Gesamt (8) = Männer (4)/Frauen (4)
- Segeln Gesamt (11) = Männer (4)/Frauen (4)/Offen (3)
- Softball Gesamt (1) = Frauen (1)
- Taekwondo Gesamt (8) = Männer (4)/Frauen (4)
- Tennis Gesamt (4) = Männer (2)/Frauen (2)
- Tischtennis Gesamt (4) = Männer (2)/Frauen (2)
- Triathlon Gesamt (2) = Männer (1)/Frauen (1)
- Turnsport
  -  Kunstturnen Gesamt (14) = Männer (8)/Frauen (6)
  -  Rhythmische Sportgymnastik Gesamt (2) = Frauen (2)
  -  Trampolinturnen Gesamt (2) = Männer (1)/Frauen (1)
- Volleyball
  -  Beachvolleyball Gesamt (2) = Männer (1)/Frauen (1)
  -  Volleyball Gesamt (2) = Männer (1)/Frauen (1)

Anzahl der Wettkämpfe in Klammern

### Zeitplan
| Zeitplan                  | Zeitplan                   | Zeitplan | Zeitplan | Zeitplan | Zeitplan | Zeitplan | Zeitplan | Zeitplan | Zeitplan | Zeitplan | Zeitplan | Zeitplan | Zeitplan | Zeitplan | Zeitplan | Zeitplan | Zeitplan | Zeitplan | Zeitplan | Zeitplan | Zeitplan           |
| Disziplin                 | Disziplin                  | Mi. 11.  | Do. 12.  | Fr. 13.  | Sa. 14.  | So. 15.  | Mo. 16.  | Di. 17.  | Mi. 18.  | Do. 19.  | Fr. 20.  | Sa. 21.  | So. 22.  | Mo. 23.  | Di. 24.  | Mi. 25.  | Do. 26.  | Fr. 27.  | Sa. 28.  | So. 29.  | Ent- schei- dungen |
| Disziplin                 | Disziplin                  | August   | August   | August   | August   | August   | August   | August   | August   | August   | August   | August   | August   | August   | August   | August   | August   | August   | August   | August   | Ent- schei- dungen |
| ------------------------- | -------------------------- | -------- | -------- | -------- | -------- | -------- | -------- | -------- | -------- | -------- | -------- | -------- | -------- | -------- | -------- | -------- | -------- | -------- | -------- | -------- | ------------------ |
| Eröffnungsfeier           |                            |          |          |          |          |          |          |          |          |          |          |          |          |          |          |          |          |          |          |          |                    |
| Badminton                 | Badminton                  |          |          |          |          |          |          |          |          | 2        | 1        | 2        |          |          |          |          |          |          |          |          | 5                  |
| Baseball                  | Baseball                   |          |          |          |          |          |          |          |          |          |          |          |          |          |          | 1        |          |          |          |          | 1                  |
| Basketball                | Basketball                 |          |          |          |          |          |          |          |          |          |          |          |          |          |          |          |          |          | 2        |          | 2                  |
| Bogenschießen             | Bogenschießen              |          |          |          |          |          |          |          | 1        | 1        | 1        | 1        |          |          |          |          |          |          |          |          | 4                  |
| Boxen                     | Boxen                      |          |          |          |          |          |          |          |          |          |          |          |          |          |          |          |          |          | 5        | 6        | 11                 |
| Fechten                   | Fechten                    |          |          |          | 1        | 1        | 1        | 2        | 1        | 1        | 1        | 1        | 1        |          |          |          |          |          |          |          | 10                 |
| Fußball                   | Fußball                    |          |          |          |          |          |          |          |          |          |          |          |          |          |          |          | 1        |          | 1        |          | 2                  |
| Gewichtheben              | Gewichtheben               |          |          |          | 1        | 2        | 2        |          | 2        | 2        | 2        | 1        |          | 1        | 1        | 1        |          |          |          |          | 15                 |
| Handball                  | Handball                   |          |          |          |          |          |          |          |          |          |          |          |          |          |          |          |          |          |          | 2        | 2                  |
| Hockey                    | Hockey                     |          |          |          |          |          |          |          |          |          |          |          |          |          |          |          | 1        | 1        |          |          | 2                  |
| Judo                      | Judo                       |          |          |          | 2        | 2        | 1        | 3        | 2        | 2        | 2        |          |          |          |          |          |          |          |          |          | 14                 |
| Kanusport                 | Kanurennsport              |          |          |          |          |          |          |          |          |          |          |          |          |          |          |          |          | 6        | 6        |          | 12                 |
| Kanusport                 | Kanuslalom                 |          |          |          |          |          |          |          | 2        |          | 2        |          |          |          |          |          |          |          |          |          | 4                  |
| Leichtathletik            | Leichtathletik             |          |          |          |          |          |          |          |          |          | 2        | 4        | 5        | 6        | 5        | 3        | 6        | 7        | 7        | 1        | 46                 |
| Moderner Fünfkampf        | Moderner Fünfkampf         |          |          |          |          |          |          |          |          |          |          |          |          |          |          |          | 1        | 1        |          |          | 2                  |
| Radsport                  | Bahn                       |          |          |          |          |          |          |          |          |          | 2        | 2        | 1        | 1        | 3        | 3        |          |          |          |          | 12                 |
| Radsport                  | Mountainbike               |          |          |          |          |          |          |          |          |          |          |          |          |          |          |          |          | 1        | 1        |          | 2                  |
| Radsport                  | Straße                     |          |          |          | 1        | 1        |          |          | 2        |          |          |          |          |          |          |          |          |          |          |          | 4                  |
| Reitsport                 | Dressur                    |          |          |          |          |          |          |          |          |          |          | 1        |          |          |          | 1        |          |          |          |          | 2                  |
| Reitsport                 | Springen                   |          |          |          |          |          |          |          |          |          |          |          |          |          | 1        |          |          | 1        |          |          | 2                  |
| Reitsport                 | Vielseitigkeit             |          |          |          |          |          |          |          | 2        |          |          |          |          |          |          |          |          |          |          |          | 2                  |
| Ringen                    | Freistil                   |          |          |          |          |          |          |          |          |          |          |          |          | 4        |          |          |          |          | 4        | 3        | 11                 |
| Ringen                    | Griech.-röm.               |          |          |          |          |          |          |          |          |          |          |          |          |          |          | 4        | 3        |          |          |          | 7                  |
| Rudern                    | Rudern                     |          |          |          |          |          |          |          |          |          |          | 7        | 7        |          |          |          |          |          |          |          | 14                 |
| Schießen                  | Schießen                   |          |          |          | 2        | 2        | 2        | 2        | 2        | 2        | 2        | 2        | 1        |          |          |          |          |          |          |          | 17                 |
| Schwimm-sport             | Schwimmen                  |          |          |          | 4        | 4        | 4        | 4        | 4        | 4        | 4        | 4        |          |          |          |          |          |          |          |          | 32                 |
| Schwimm-sport             | Synchronschwimmen          |          |          |          |          |          |          |          |          |          |          |          |          |          |          | 1        |          | 1        |          |          | 2                  |
| Schwimm-sport             | Wasserball                 |          |          |          |          |          |          |          |          |          |          |          |          |          |          |          | 1        |          |          | 1        | 2                  |
| Schwimm-sport             | Wasserspringen             |          |          |          | 2        |          | 2        |          |          |          |          |          | 1        |          | 1        |          | 1        |          | 1        |          | 8                  |
| Segeln                    | Segeln                     |          |          |          |          |          |          |          |          |          | 1        | 3        | 2        |          |          | 2        | 1        |          | 2        |          | 11                 |
| Softball                  | Softball                   |          |          |          |          |          |          |          |          |          |          |          |          | 1        |          |          |          |          |          |          | 1                  |
| Taekwondo                 | Taekwondo                  |          |          |          |          |          |          |          |          |          |          |          |          |          |          |          | 2        | 2        | 2        | 2        | 8                  |
| Tennis                    | Tennis                     |          |          |          |          |          |          |          |          |          |          | 1        | 3        |          |          |          |          |          |          |          | 4                  |
| Tischtennis               | Tischtennis                |          |          |          |          |          |          |          |          |          | 1        | 1        | 1        | 1        |          |          |          |          |          |          | 4                  |
| Triathlon                 | Triathlon                  |          |          |          |          |          |          |          |          |          |          |          |          |          |          | 1        | 1        |          |          |          | 2                  |
| Turnsport                 | Kunstturnen                |          |          |          |          |          | 1        | 1        | 1        | 1        |          |          | 5        | 5        |          |          |          |          |          |          | 14                 |
| Turnsport                 | Rhythmische Sportgymnastik |          |          |          |          |          |          |          |          |          |          |          |          |          |          |          |          |          | 1        | 1        | 2                  |
| Turnsport                 | Trampolinturnen            |          |          |          |          |          |          |          |          |          | 1        | 1        |          |          |          |          |          |          |          |          | 2                  |
| Volleyball                | Beachvolleyball            |          |          |          |          |          |          |          |          |          |          |          |          |          | 1        | 1        |          |          |          |          | 2                  |
| Volleyball                | Volleyball                 |          |          |          |          |          |          |          |          |          |          |          |          |          |          |          |          |          | 1        | 1        | 2                  |
| Schlussfeier              |                            |          |          |          |          |          |          |          |          |          |          |          |          |          |          |          |          |          |          |          |                    |
| Demonstrationswettbewerbe |                            |          |          |          |          |          |          |          |          |          |          |          |          |          |          |          |          |          |          |          |                    |
| Rollstuhl-Leichtathletik  | Rollstuhl-Leichtathletik   |          |          |          |          |          |          |          |          |          |          |          | 2        |          |          |          |          |          |          |          |                    |
| Entscheidungen            | Entscheidungen             |          |          |          | 13       | 12       | 13       | 12       | 19       | 15       | 22       | 31       | 27       | 19       | 12       | 18       | 18       | 20       | 33       | 17       | 301                |
|                           |                            | Mi. 11.  | Do. 12.  | Fr. 13.  | Sa. 14.  | So. 15.  | Mo. 16.  | Di. 17.  | Mi. 18.  | Do. 19.  | Fr. 20.  | Sa. 21.  | So. 22.  | Mo. 23.  | Di. 24.  | Mi. 25.  | Do. 26.  | Fr. 27.  | Sa. 28.  | So. 29.  |                    |
| August                    |                            |          |          |          |          |          |          |          |          |          |          |          |          |          |          |          |          |          |          |          |                    |

Farblegende

## Zeremonien

### Eröffnungsfeier
Die Eröffnungsfeier der Olympischen Spiele 2004 in Athen fand am Freitag, dem 13. August 2004, statt. 74.000 Zuschauer verfolgten die Show, an der rund 4000 Darsteller beteiligt waren. Die Leitmotive der Eröffnungsfeier waren Human Heartbeat (menschlicher Herzschlag) und Running (Laufen).
Die Eröffnungsfeier begann mit einem 28 Sekunden langen Countdown, wobei jede Sekunde für einen bisherigen Austragungsort Olympischer Sommerspiele stand. Zwei Trommler, einer im Olympiastadion, einer im antiken Olympia, der auf der Stadionleinwand zu sehen war, symbolisierten den Herzschlag. Ein Pfeil, der scheinbar aus dem antiken Olympia auf der Leinwand kam, entzündete die olympischen Ringe, die sich in der gefluteten Stadionmitte befanden.
Die Eröffnungsfeier hatte die griechische Geschichte mit ihren mythologischen Ursprüngen als Thema. Als erstes marschierte eine Gruppe griechischer Trommler ein, zu der auch die beiden Trommler im antiken Olympia und im Olympiastadion gehörten. Sie sollten die Verbindung zwischen Vergangenheit und Gegenwart der Olympischen Spiele verdeutlichen. Von der Leinwand aus fiel ein Komet in das Wasser im Stadion, in dem sich die brennenden olympischen Ringe befanden. Als Nächstes segelte ein kleiner Junge auf einem Papierschiff ins Stadion und schwang dabei die griechische Fahne. Gleichzeitig erschienen verschiedene Wesen aus griechischen Mythen wie ein Kentaur, der einen Speer aus Licht in die Stadionmitte warf, wo eine Kykladenidol erschien. Mit Lasern wurden verschiedene geometrische Figuren auf das Gesicht dieser Figur projiziert. Dann zerbrach diese Figur und ihre Bruchstücke schwammen auf dem Wasser davon. Es blieb eine kleine Darstellung eines Kouros aus der archaischen Epoche zurück, welche ebenfalls zerbrach, so dass eine menschliche Skulptur aus der klassischen Epoche des antiken Griechenlands. Als auch diese Figur zerbrach, tauchte ein Würfel aus dem Wasser auf, auf dem, während er sich bewegte, dann ein Darsteller balancierte. Es wurden Bilder von Männern, Frauen und Kindern verschiedener Ethnien und Altersklassen auf die treibenden Bruchstücke der Figuren projiziert. Die Bruchstücke erschienen am Ende dieses ersten Teiles der Eröffnungsfeier als Symbole der griechischen Inseln.
In der nächsten Szene erschien der griechische Gott der Liebe, Eros, über einem Liebespaar im Wasser. Dann schwebte er über einer Parada von historischen Szenen und Figuren. Diese Darstellung begann mit der minoischen Kultur, dann folgte die mykenische Kultur, die klassische Epoche und die hellenistische Epoche, deren Darstellung durch einen Schauspieler in der Rolle Alexanders des Großen eingeführt wurde. Dem folgte die Darstellung der byzantinischen Kunst, des Griechischen Unabhängigkeitskrieges und der griechischen Kultur des 20. Jahrhunderts. Am Ende der Parade stieg eine Frau in das Wasser und Laser erweckten den Anschein, dass das Wasser Sterne reflektieren würde. Die Lichter sammelten sich um die Frau und bildeten einen DNA-Strang, der um die Darstellerin rotierte. Zum Schluss dieser Szene begaben sich alle Darsteller in den See, aus dessen Mitte ein Olivenbaum auftauchte.

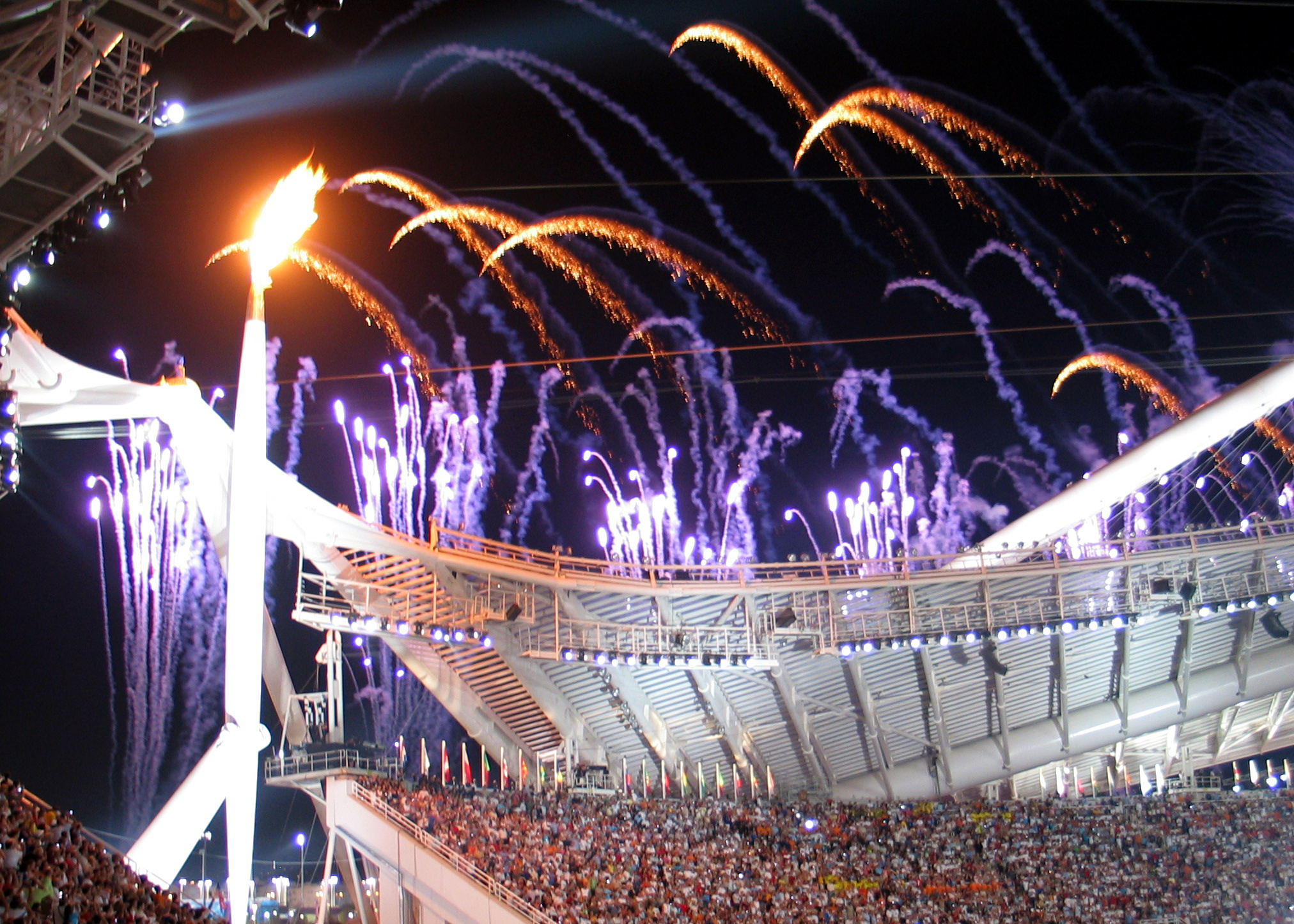
Das olympische Feuer

Damit die Athleten ins Stadion einmarschieren konnten, wurden innerhalb von drei Minuten die 2,1 Millionen Liter Wasser aus der Stadionmitte abgelassen. Da Griechenland traditionsgemäß bei Olympischen Spielen immer als erste Nation einmarschiert, der Gastgeber jedoch als letztes, trug der griechische Fahnenträger, der Gewichtheber Pyrros Dimas die griechische Fahne an erster Stelle ins Stadion, die griechischen Athleten marschierten jedoch als letzte ein. Der Einmarsch der Nationen erfolgte nach dem griechischen Alphabet, weswegen St. Lucia als erste Nation einmarschierte. Fahnenträger der deutschen Mannschaft war der Reiter Ludger Beerbaum, Österreich wurde vom Segler Roman Hagara angeführt. Die Fahne der Schweiz trug der Tennisspieler Roger Federer. Die beiden koreanischen Staaten marschierten gemeinsam unter einer Flagge ein. Untermalt wurde der Einmarsch der Athleten mit elektronischer Musik vom niederländischen DJ Tiësto. Die Beleuchtung der Feier wurde von der griechischen Lichtkünstlerin Eleftheria Deko gestaltet. Ihr Werk wurde durch den EMMY-Preis für herausragende Lichtregie prämiert.
Nun folgte der zeremonielle Teil der Eröffnungsfeier mit den Reden der OK-Präsidentin Gianna Angelopoulos-Daskalaki und des IOC-Präsidenten Jacques Rogge. Offiziell wurden die Spiele vom griechischen Staatspräsidenten Konstantinos Stefanopoulos mit dem Satz, den die Olympische Charta vorschreibt, eröffnet: „Ich erkläre die Spiele von Athen, zur Feier der XXVIII. Olympiade neuer Zeitrechnung für eröffnet.“
Den olympischen Eid sprachen die griechische Schwimmerin Zoi Dimoschaki und der griechische Basketballschiedsrichter Lazaros Voreadis.
Die olympische Fackel wurde von Nikos Galis, einem ehemaligen griechischen Basketballspieler, ins Stadion getragen. Dort trugen es noch die griechische Fußballlegende Dimitrios Domazos, die Hürdenolympiasiegerin von 1992 Paraskevi Patoulidou, der Gewichthebenolympiasieger von 1992, 1996 und 2000 Akakios Kachiasvilis und der Turnolympiasieger von 1996 Ioannis Melissanidis. Der letzte Fackelträger war der Segelolympiasieger von 1996 Nikolaos Kaklamanakis, der das olympische Feuer um 23:05 Uhr MEZ entzündete, in Athen war es schon 0:05 Uhr.

### Siegerehrungen

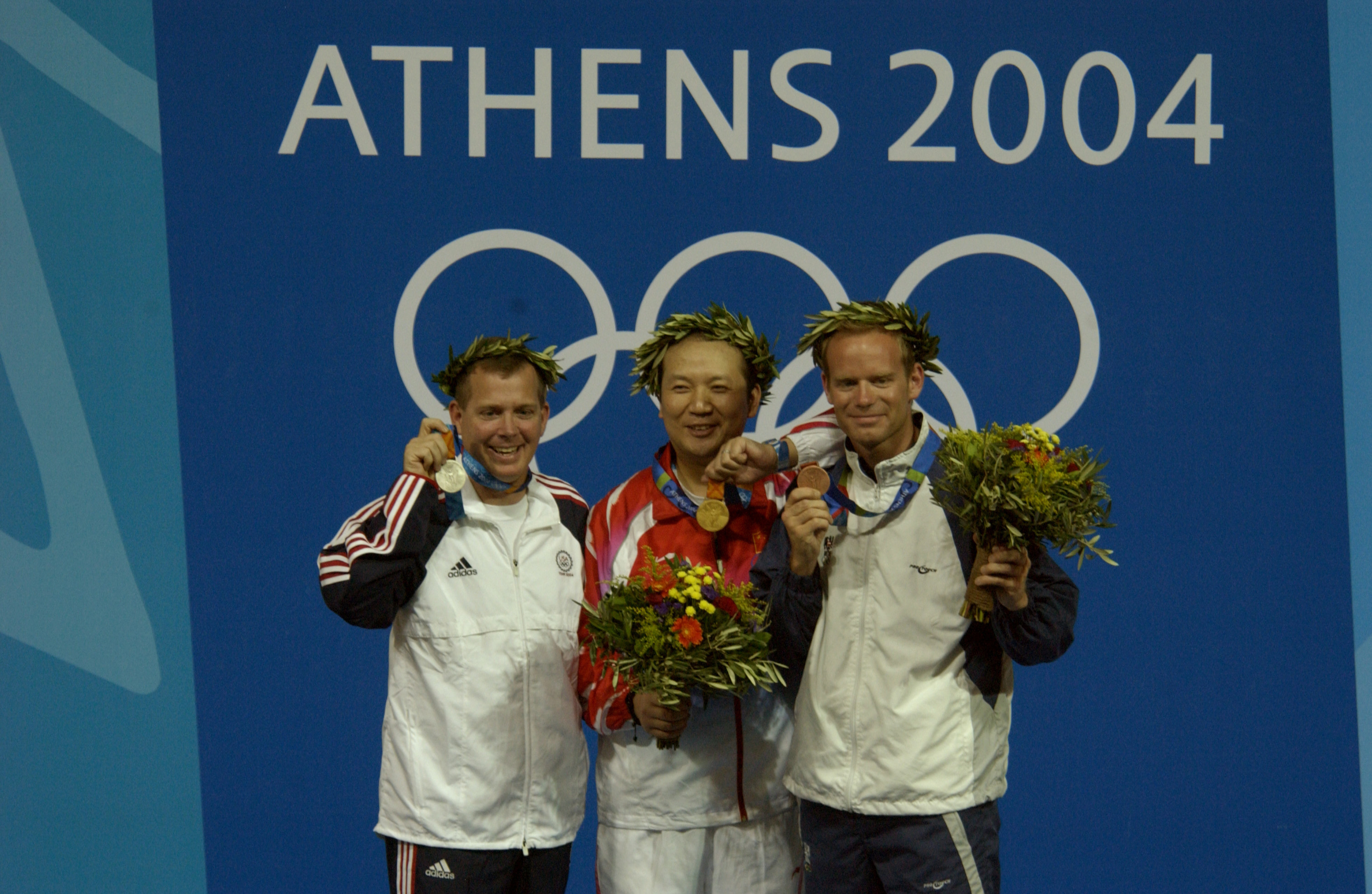
Nach einer Siegerehrung

In Anlehnung an die ersten Olympischen Spiele der Neuzeit und die Olympischen Spiele der Antike bekamen die Sieger der Wettbewerbe zu den obligatorischen Medaillen zusätzlich einen Kranz aus Zweigen des Olivenbaums.

### Schlussfeier

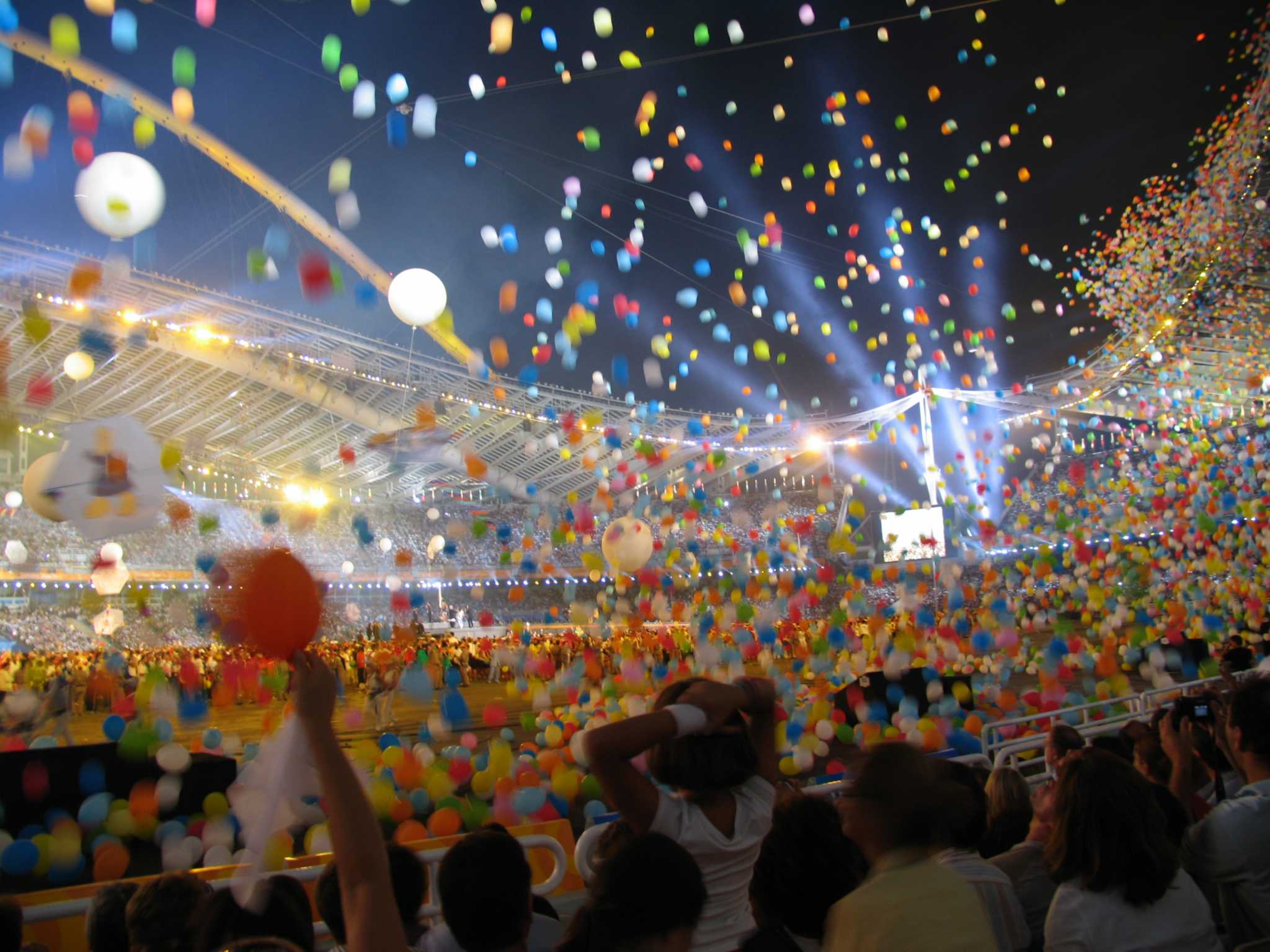
Schlussfeier der Olympischen Spiele 2004

Am 29. August 2004 fand die Schlussfeier der Olympischen Spiele 2004 im Athener Olympiastadion vor rund 70.000 Zuschauern statt. In ihr wurde die Siegerehrung für den letzten Wettbewerb, den Marathon, den der Italiener Stefano Baldini gewann, vorgenommen. Danach marschierten die Fahnenträger aller Nationen gefolgt von den Athleten, die nicht nach Herkunft getrennt waren, ein. Es gab kurze Reden der Chefin des Organisationskomitees Gianna Angelopoulos-Daskalaki und dem IOC-Präsidenten Jacques Rogge, der die Athener Spieler als „unvergessliche, traumhafte Spiele“ beschrieb. Er brach damit mit der Tradition, in der Schlussrede des IOC-Präsidenten die Spiele als die besten aller Zeiten zu benennen, wie es sein Vorgänger Juan Antonio Samaranch immer tat.
Den Mittelpunkt der Zeremonie stellte die Übergabe der olympischen Flagge der Olympischen Spiele von 1920 in Antwerpen vom Bürgermeister Athens an den Bürgermeister des nächsten Austragungsortes, Peking, dar. Die Hymnen der beiden Länder wurden gespielt und ihre Flaggen gehisst. Nach der Übergabe der Flagge, stellte sich die Volksrepublik China mit einem kurzen Programm mit Tänzern, Artisten und Musikern vor, während dessen auch die Band Nüzi shier yuefang auftrat. Nach diesen Auftritten erklärte Rogge die Olympischen Spiele 2004 in Athen für beendet.
Ein junges griechisches Mädchen hielt eine kleine Lampe mit der olympischen Flamme und gab sie an andere Kinder weiter, bevor es das olympische Feuer auspustete. Die Schlussfeier endete mit dem Auftritt der griechischen Sänger und Sängerinnen Anna Vissi, Sakis Rouvas, Eleftheria Arvanitaki, Alkistis Protopsalti, Marinella, Giorgos Dalaras, Dimitra Galani und Haris Alexiou.

## Wettbewerbe

### Badminton
Die Wettbewerbe im Badminton wurden von den asiatischen Mannschaften dominiert. Das Einzel der Männer gewann der Indonesier Taufik Hidayat vor Shon Seung-mo aus Südkorea und Sony Dwi Kuncoro, der ebenfalls aus Indonesien stammte. Bester Europäer war der Däne Peter Gade auf Rang fünf. Im Männerdoppel holten Teams aus Südkorea Gold und Silber. Den Bronzerang belegte das Duo aus Indonesien. Das dänische Doppel aus Jens Eriksen und Martin Lundgaard Hansen verpasste mit Platz vier knapp eine Medaille.
Bei den Frauen gewann Zhang Ning aus China vor Mia Audina aus den Niederlanden und ihrer Landsfrau Zhou Mi. Die ersten beiden Plätze im Frauendoppel belegten chinesische Teams. Bronze gewannen Koreanerinnen.
Das Mixed-Turnier gewannen die Chinesen Zhang Jun und Gao Ling vor dem Team Nathan Robertson/Gail Emms aus Großbritannien und Jens Eriksen/Mette Schjoldager aus Dänemark.
- Olympische Sommerspiele 2004/Badminton

### Baseball
Das Baseballturnier der Olympischen Spiele 2004 gewann die Mannschaft aus Kuba. Sie besiegte im Finale die australische Mannschaft mit 6:2, die damit die Silbermedaille gewann. Im Spiel um Platz drei bezwang Japan Kanada mit 11:2 und belegte damit den Bronzerang.
Gastgeber Griechenland belegte in der Vorrunde den siebten Platz von acht Teilnehmern. Die ersten vier qualifizierten sich für die Halbfinals.
- Olympische Sommerspiele 2004/Baseball

### Basketball
- Olympische Sommerspiele 2004/Basketball

### Bogenschießen
Am 12. August fand außerdem die Ranglistenrunde im Einzelwettbewerb des Bogenschießen der Männer und auch der Frauen auf der Luftwaffenbasis Dekelia statt.
- Olympische Sommerspiele 2004/Bogenschießen

### Boxen
Erfolgreichste Boxnation wurde wieder einmal Kuba mit fünf Olympiasiegern. Überraschend stark präsentierten sich auch die Russen mit drei Olympiasiegern. Die anderen Olympiasieger kamen aus den USA, Thailand und Kasachstan. Nur zwei deutsche Boxer erreichten die Medaillenränge, scheiterten aber im Halbfinale und gewannen Bronze.
- Olympische Sommerspiele 2004/Boxen

### Fechten
- Olympische Sommerspiele 2004/Fechten

### Fußball
Schon zwei Tage vor der offiziellen Eröffnung der Olympischen Spiele begannen die Wettbewerbe mit den ersten Vorrundenbegegnungen im Fußballturnier der Frauen. Die deutsche Frauenfußballnationalmannschaft gewann ihr erstes Spiel in diesem Turnier gegen China mit 8:0. Allein vier Tore steuerte Birgit Prinz bei, die in der 13., 21., 72. und 88. Minute traf. Die Schwedinnen, die 2003 das WM-Finale gegen Deutschland verloren hatten, verloren überraschend mit 0:1 gegen Japan. Des Weiteren gab es die Begegnungen Griechenland – USA (0:3) und Brasilien – Australien (1:0).
Außerdem gab es die ersten Begegnungen im Fußballturnier der Herren. Das Spiel Mali gegen Mexiko endete unentschieden mit 0:0. Ebenfalls unentschieden mit 1:1 trennten sich auch Tunesien und Australien. Argentinien und Serbien und Montenegro trennten sich 6:0. Beim Spiel Griechenland gegen Südkorea (2:2) kam es nach fünf Minuten zu einem Bildausfall im griechischen Fernsehen, der 25 Minuten andauerte.
Einen Tag vor der Eröffnung besiegte die irakische Fußballnationalmannschaft überraschend Portugal mit 4:2. Des Weiteren trafen Paraguay und Japan (4:3), Ghana und Italien (2:2) sowie Costa Rica und Marokko (0:0) aufeinander.
- Olympische Sommerspiele 2004/Fußball

### Gewichtheben
- Olympische Sommerspiele 2004/Gewichtheben

### Handball
Es wurden zwei Handballturniere ausgetragen.
Im Finale der Frauen konnte sich Dänemark die Goldmedaille mit einem 38:36-Sieg über Südkorea sichern. Das Spiel um den dritten Platz gewann die Ukraine durch ein 21:18 gegen Frankreich.
Das Finale der Männer gewann Kroatien 26:24 gegen die deutsche Auswahl. Die Bronzemedaille sicherte sich Russland durch ein 28:26 gegen Ungarn.
Informationen zu den Austragungsorten, den Ergebnissen der Vorrunde und den Mannschaftsaufstellungen finden sich in diesem Artikel.
- Olympische Sommerspiele 2004/Handball

### Hockey
Der mögliche Gold-Hattrick nach ihren Titelgewinnen in Atlanta und Sydney blieb den Holländern verwehrt: das Herrenendspiel gewann Australien mit 2:1 nach Verlängerung. Starstürmer Jamie Dwyer schoss das erste Golden Goal in einem olympischen Finale und verhalf den australischen Hockeyherren so zu ihrem ersten Olympiasieg der Geschichte. Der amtierende Welt- und Europameister Deutschland gewann Bronze durch einen 4:3-Sieg gegen Spanien ebenfalls durch ein Golden Goal.
Das Hockeyturnier der Damen gewann überraschend das deutsche Team gegen das favorisierte Team aus den Niederlanden. Mit zwei Toren in der 1. Halbzeit ging Deutschland mit 2:0 in Führung (Torschützen Anke Kühn, Franziska Gude). Der Niederlande gelang in der 2. Halbzeit nach einer Strafecke zwar noch der 1:2-Anschlusstreffer durch Maartje Scheepstra. Der Ausgleich, der eine Verlängerung bedeutet hätte, fiel jedoch nicht mehr. Mit dem Titel schrieben Deutschlands Hockeydamen zugleich Sportgeschichte, denn mit dem Sieg errang ein deutsches Damenteam erstmals eine Goldmedaille bei einem olympischen Hockeyturnier. Bronze gewannen die Weltmeisterinnen aus Argentinien.
- Olympische Sommerspiele 2004/Hockey

### Judo
Die erste deutsche Medaille gewann Julia Matijass mit Bronze im Judo der Damen bis 48 Kilogramm. Mit einem Uchimata, einem Innenschenkelwurf, gewann sie den Kampf um Platz drei.
Claudia Heill gewann als erste Österreicherin im Judo eine olympische Medaille.
Die erste sportliche Kontroverse löste der iranische Judoka Arash Miresmaeili aus, der aus Sympathie mit den Palästinensern auf seinen Start bei den Spielen verzichtete, weil er in der ersten Runde gegen den Israeli Ehud Vaks hätte antreten müssen. Der Iraner zählte als Weltmeister von 2001 und 2003 zu den Favoriten auf eine Medaille.
- Olympische Sommerspiele 2004/Judo

### Kanu
- Olympische Sommerspiele 2004/Kanu

### Leichtathletik
- Olympische Sommerspiele 2004/Leichtathletik

### Moderner Fünfkampf
Olympiasieger wurden Zsuzsanna Voros (Ungarn) und Andrej Moisejew (Russland).
- Olympische Sommerspiele 2004/Moderner Fünfkampf

### Radsport
Im Straßenradrennen der Männer gewann der Italiener Paolo Bettini nach 5:41:44 h vor dem Portugiesen Sérgio Paulinho und dem Belgier Axel Merckx. Nur vier Sekunden dahinter belegte Erik Zabel als Sieger des Sprints des Hauptfeldes den vierten Platz. Der Titelverteidiger Jan Ullrich erreichte nur Platz 19. Jens Voigt erreichte als weiterer deutscher Starter Platz 64. Andreas Klöden musste das Rennen mit Krämpfen aufgeben. Das Zuschauerinteresse am Straßenradrennen war ziemlich gering, wofür auch die Hitze mit bis zu 40 Grad verantwortlich gewesen sein kann. Das Einzelzeitfahren über 48 Kilometer gewann der US-Amerikaner Tyler Hamilton mit einer Zeit von 57:37,74 min vor dem Russen Wjatscheslaw Wladimirowitsch Jekimow. Bronze holte Bobby Julich, ebenfalls aus den USA. Bester Deutscher war Michael Rich mit Platz fünf. Jan Ullrich, der im Zeitfahren von Sydney Silber gewann, wurde Siebter. Wie später herauskam, war die A-Probe des Siegers Hamilton positiv. Zu einer Bestrafung kam es nicht, weil die B-Probe falsch gelagert worden war und daher nicht verwendet werden konnte. Im August 2012 wurde Hamilton jedoch nachträglich der Olympiasieg aberkannt, so dass die folgenden Fahrer nachrückten und Jekimow die Goldmedaille erhielt.
Sara Carrigan aus Australien gewann das 118,8 Kilometer lange Straßenradrennen der Frauen vor der Deutschen Judith Arndt und der Russin Olga Sljussarewa. Arndt geriet in die Schlagzeilen, weil sie bei der Zielüberfahrt ihren Mittelfinger zeigte. Damit wollte sie gegen ihren Verband protestieren, der ihre Lebensgefährtin, Petra Rossner, trotz guter Leistungen im Vorfeld nicht nominiert hatte. Im Einzelzeitfahren über 24 Kilometer, das die Niederländerin Leontien Zijlaard-van Moorsel gewann, belegte die Schweizerin Karin Thürig den Bronzerang. Deutsche Fahrerinnen konnten sich nicht auf vorderen Rängen platzieren.
Die Norwegerin Gunn-Rita Dahle siegte im Mountainbikerennen der Frauen. Die Deutsche Sabine Spitz wurde Dritte, Ivonne Kraft belegte Rang sieben. Bei den Männer siegte im Mountainbikerennen Julien Absalon. Die Plätze sechs und sieben belegten die beiden Schweizer Ralph Näf und Thomas Frischknecht vor dem Deutschen Manuel Fumic.
Die Bahnradwettbewerbe wurden von den Australiern dominiert: Sie gewannen vier der acht Wettbewerbe. Unter anderem sicherten sie sich mit Ryan Bayley den Sprint und gewannen die Mannschaftsverfolgung über 4000 Meter. Die einzige deutsche Goldmedaille in den Bahnradwettbewerben errangen Jens Fiedler, Stefan Nimke und René Wolff mit 43,980 s im olympischen Sprint. Daneben konnte Deutschland drei Bronzemedaillen verbuchen, die von René Wolff im Sprint, Stefan Nimke im 1000-Meter-Zeitfahren und Guido Fulst im Punktefahren gewonnen wurden. Franco Marvulli und Bruno Risi gewannen Silber im Zweier-Mannschaftsfahren und errangen damit die einzige Schweizer Medaille auf der Bahn.
Die vier Bahnradwettbewerbe der Frauen wurden von vier Nationen gewonnen. Die deutsche Starterin Katrin Meinke belegte den elften Rang im 500 Meter langen Zeitfahren mit 35,088 s und den achten Platz im Punktefahren. Ihre beste Platzierung war Rang sechs im Sprint. Die Schweizerin Karin Thürig erreichte mit 3:34,831 min in der 3000-Meter-Einzelverfolgung Rang fünf.
- Olympische Sommerspiele 2004/Radsport

### Reiten
- Olympische Sommerspiele 2004/Reiten

### Ringen
- Olympische Sommerspiele 2004/Ringen

### Rudern
- Olympische Sommerspiele 2004/Rudern

### Schießen
Die erste Medaillenentscheidung fiel bei den Schützinnen im Luftgewehr. Die deutsche Favoritin Sonja Pfeilschifter erreichte nur Platz sechs und enttäuschte damit die, in die deutschen Schützinnen gesetzten, Hoffnung auf die erste Medaille. Im Wettbewerb Luftpistole der Männer gewann der Chinese Wang Yifu vor den beiden Russen Michail Nestrujew und Wladimir Issakow.
Im letztmals bei Olympischen Spielen ausgetragenen Wettbewerb auf die Laufende Scheibe stellte Manfred Kurzer aus Frankfurt (Oder) im Vorkampf mit 590 Ringen einen neuen Weltrekord auf und lag vor dem abschließenden Finale sechs Ringe vor dem zweitplatzierten Teilnehmer. Im Finalkampf konnte Kurzer trotz zweier sehr schlechter Schüsse die Führung verteidigen und wurde vor Alexander Blinow und Dmitri Lykin Olympiasieger.
Ralf Schumann schaffte es in der Disziplin Olympische Schnellfeuerpistole, als erster Schütze bei drei Olympischen Spielen jeweils die Goldmedaille zu erringen. Schon in Seoul 1988 gewann Schumann die Silbermedaille, damals für die Mannschaft der DDR.
- Olympische Sommerspiele 2004/Schießen

### Schwimmen
Die deutsche 4-mal-100-Meter-Freistilstaffel der Frauen im Schwimmen enttäuschte mit Platz vier. Die deutsche Staffel mit Franziska van Almsick, Antje Buschschulte, Petra Dallmann und Daniela Götz lag mit 3:37,94 min hinter den Goldmedaillengewinnerinnen aus Australien, die mit 3:35,94 min den von den Deutschen bei den Europameisterschaften 2002 aufgestellten Weltrekord verbesserten, den USA und den Niederlanden. Beim letzten Wechsel lag die deutsche 4-mal-100-Meter-Freistilstaffel noch auf Platz drei, aber Franziska van Almsick konnte nicht mit der Holländerin Inge de Bruijn mithalten.
- Olympische Sommerspiele 2004/Schwimmen

#### Wasserball
Bei den Männern gewann die ungarische Mannschaft Gold, Silber ging an Serbien und Montenegro und Bronze an Russland.
Die Frauenmannschaft aus Italien holte Gold, Griechenland Silber und die USA Bronze.
- Olympische Sommerspiele 2004/Wasserball

#### Wasserspringen
- Olympische Sommerspiele 2004/Wasserspringen

### Segeln
- Olympische Sommerspiele 2004/Segeln

### Softball
- Olympische Sommerspiele 2004/Softball

### Taekwondo
- Olympische Sommerspiele 2004/Taekwondo

### Tennis
- Olympische Sommerspiele 2004/Tennis

### Tischtennis
- Olympische Sommerspiele 2004/Tischtennis

### Triathlon
Die olympischen Triathlonwettbewerbe bestanden aus den Teildisziplinen 1,5 Kilometer Schwimmen, 40 Kilometer Radfahren und 10 Kilometer Laufen. Bei den Männern gewann der Neuseeländer Hamish Carter Gold vor seinem Landsmann Bevan Docherty. Dritter wurde der Schweizer Sven Riederer. Bester Deutscher war Andreas Raelert mit Rang sechs, der sich nur knapp vor dem zweiten schweizerischen Starter Olivier Marceau auf Rang acht, positionieren konnte. Der Bautzener Maik Petzold erreichte den 19. Rang. Auf Rang 26 konnte sich der dritte deutsche Starter, Sebastian Dehmer, platzieren. Der dritte Schweizer, Reto Hug, erreichte als Vierzigster das Ziel.
Den Triathlon der Frauen gewann die Österreicherin Kate Allen vor Loretta Harrop aus Australien und Susan Williams aus den USA. Brigitte McMahon aus der Schweiz belegte den zehnten Platz vor der Deutschen Anja Dittmer, die elfte wurde. Joelle Franzmann, die zweite deutsche Starterin, kam auf Rang 16 ein und platzierte sich damit drei Plätze vor der zweiten Schweizerin Nicola Spirig. Auf Rang 28 landete die zweite österreichische Starterin.
- Olympische Sommerspiele 2004/Triathlon

### Turnen
- Olympische Sommerspiele 2004/Turnen

#### Rhythmische Sportgymnastik
- Olympische Sommerspiele 2004/Rhythmische Sportgymnastik

#### Trampolinturnen
Anna Dogonadze holte Gold für das deutsche Team. Auch Henrik Stehlik konnte beim Sieg des Ukrainers Yuri Nikitin mit seiner Bronzemedaille durchaus überzeugen.
- Olympische Sommerspiele 2004/Trampolinturnen

### Volleyball

#### Volleyball (Halle)
Im Hallenvolleyball der Männer gewann Brasilien bei seiner zwölften Teilnahme zum dritten Mal die Goldmedaille. Im Finale besiegten die Südamerikaner Italien mit 3:1. Russland sicherten sich gegen die USA die Bronzemedaille. Bei den Frauen entthronte China den zuvor dreimal in Folge siegreichen Titelverteidiger Kuba und wurde mit einem 3:2 im Endspiel gegen Russland zum zweiten Mal Olympiasieger. Die Kubanerinnen gewannen das Spiel um Bronze gegen die USA.
- Olympische Sommerspiele 2004/Volleyball (Halle)

#### Beachvolleyball
Im Beachvolleyballwettbewerb der Männer kam das siegreiche Duo erstmals nicht aus den USA. Die Brasilianer Ricardo Santos und Emanuel Rego gewannen das Finale gegen die Spanier Javier Bosma und Pablo Herrera Allepuz mit 2:0. Die Schweizer Patrick Heuscher und Stefan Kobel sicherten sich die Bronzemedaille. Bei den Frauen krönten die US-Amerikanerinnen Kerri Walsh und Misty May ihre Erfolgsserie mit dem Olympiasieg. Den Brasilianerinnen Adriana Behar und Shelda Bede blieb wie vier Jahre zuvor nur die Silbermedaille. Bronze ging an das zweite US-Team Holly McPeak/Elaine Youngs.
- Olympische Sommerspiele 2004/Beachvolleyball

## Herausragende Sportler
- Erfolgreichster Athlet war der US-Amerikaner Michael Phelps. Er gewann in den Schwimmwettbewerben acht Medaillen (sechsmal Gold, zweimal Bronze). Damit ist er neben Alexander Ditjatin (Turnen, 1980) der einzige Athlet, der an einem Austragungsort so viele Medaillen errang.
- Erfolgreichste Athletin war die australische Schwimmerin Petria Thomas mit drei Gold- und einer Silbermedaille.
- Die Kanutin Birgit Fischer gewann auch bei ihren sechsten Olympischen Spielen, wie bei den fünf vorangegangenen Teilnahmen, eine Goldmedaille. Sie ist mit insgesamt acht Gold- und vier Silbermedaillen die erfolgreichste deutsche Olympionikin. Ihr erstes olympisches Gold gewann Birgit Fischer 24 Jahre zuvor, bei den Spielen 1980 in Moskau.
- Ein Pechvogel der Spiele war Matthew Emmons, der, klar in Führung liegend, im letzten Schuss des Kleinkaliber-Dreistellungskampf auf die benachbarte Scheibe des Österreichers Christian Planer schoss. Damit reichte es bei 0 Punkten im letzten Schuss nur noch für Rang acht. Durch diesen Fehlschuss kam Planer noch zu Bronze.[4] Emmons gewann jedoch Gold im Liegendanschlag.

## Kontroverses
- Den deutschen Vielseitigkeitsreitern wurde nach einem Protest Frankreichs die Goldmedaille aberkannt und eine Strafe von 12 Punkten wegen Zeitüberschreitung angerechnet, da der deutschen Schlussreiterin Bettina Hoy am Anfang des Parcours ein Fehler unterlaufen war. Dadurch fiel die Mannschaft auf den vierten Rang in der Gesamtwertung ab. Hoy überquerte unabsichtlich während einer kurzen Einreitrunde die Startlinie. Die Zeitmessung während ihres Siegesritts setzte aber ebenfalls fehlerhaft erst nach einem zweiten Überreiten der Startlinie ein. Regelgemäß hätte dies aber schon nach dem ersten Überschreiten geschehen müssen.

Deshalb wurde Deutschland nach eigenem Einspruch gegen dieses Urteil die Goldmedaille aus Gründen der Sportlichkeit wieder zuerkannt. Der deutschen Schlussreiterin hätte bereits beim ersten Überqueren der Startlinie der Beginn der Zeitmessung durch die Jury angezeigt werden müssen. Damit hätte Hoy die Chance gehabt, die kurze Runde schneller zu beenden und somit in der erlaubten Zeit von 90 Sekunden bleiben können.
Nach erneutem Einspruch der nachfolgenden Nationen Frankreich, Großbritannien und der USA wurde die Entscheidung an den Internationalen Sportgerichtshof verwiesen. Dieser entschied am 21. August, dass Deutschland beide Medaillen wieder abzuerkennen sind. Das Gericht begründete die von vielen Seiten heftig kritisierte Entscheidung damit, dass das Schiedsgericht der FEI, welches der deutschen Mannschaft und Bettina Hoy die Medaille nach dem deutschen Einspruch wieder zusprach, die Entscheidung der Ground Jury des Weltverbandes gar nicht hätte aufheben dürfen, da es sich dabei um eine Tatsachenentscheidung handelte.
Am 25. August reichte der Weltreiterverband FEI ein Gnadengesuch beim IOC ein, die Goldmedaille zweimal zu vergeben, aber die Medaillen der Deutschen nicht offiziell zu werten. Dieses Gnadengesuch wurde vom IOC am 27. August abgelehnt. Damit ist die Entscheidung endgültig.
- Nach dem Finale des Einzelmehrkampfs im Turnen wurden drei Kampfrichter vom Weltturnverband suspendiert. Es hatte sich herausgestellt, dass dem drittplatzierten Südkoreaner Yang Tae-young ein zu niedriger Anfangswert zugestanden worden war. Statt von einer Basis von 10,0 Punkten startete er mit bloß 9,9 Punkten. Wäre alles korrekt abgelaufen, hätte der Südkoreaner gewonnen und nicht der US-Amerikaner Paul Hamm. Der CAS entschied, dass das Ergebnis nicht mehr geändert wird, weil Yang nicht unmittelbar nach der Benotung, sondern erst nach dem Ende des Wettbewerbes protestiert hatte. Die verantwortlichen Preisrichter wurden von der FIG suspendiert.[5]

- Ein bis dahin einmaliger Vorfall ereignete sich beim Turnwettkampf am Reck. Nach der mit Höchstschwierigkeiten geturnten Übung des Russen Alexei Nemow, des Olympiasiegers von Sydney 2000, mit fast perfekter Ausführung, konnte nur ein kleiner Ausfallschritt beim Abgang für einen Abzug in der Benotung sorgen. Statt der 10,0 gab es nur eine 9,725 wegen des kleinen Patzers am Ende der Übung. Im Publikum brach ein lautstarker Proteststurm los, der mehr als 20 Minuten anhielt. Der Wettbewerb wurde unterbrochen und nach etlichen Minuten korrigierte das Kampfgericht die Note auf 9,762, ohne dass sich Nemow in der Platzierung verbesserte (Platz 5). Nachdem der US-Amerikaner Paul Hamm für eine sichtbar weniger gute Übung eine bessere Benotung erhalten hatte, ging der Protest des Publikums weiter. Nemow selbst sorgte mit beschwichtigenden Gesten für eine Beruhigung beim Publikum. Schließlich siegte der Italiener Igor Cassina. Nemow wurde 2005 für sein Verhalten mit dem Fair Play Preis ausgezeichnet.

- Beim letzten Wettkampf der Spiele, dem Marathonlauf der Männer, ereignete sich ein bedenklicher Zwischenfall. Der bis dahin führende Brasilianer Vanderlei de Lima wurde acht Kilometer vor dem Ziel von einem Verrückten von der Straße gezerrt. Zu diesem Zeitpunkt hatte de Lima 48 Sekunden Vorsprung und verlor wegen dieses Zwischenfalls etwa 20 Sekunden. Fünf Kilometer vor dem Ziel wurde er vom Italiener Stefano Baldini und dem US-Amerikaner Meb Keflezighi überholt. De Lima wurde am Ende Dritter.

Später wurde bekannt, dass es sich bei dem Verrückten um den Iren Cornelius Horan handelt, einem religiösen Fanatiker, der immer wieder bei sportlichen Anlässen für Zwischenfälle sorgt. So war er beispielsweise 2003 beim Formel-1-GP in Silverstone während des Rennens über die Rennstrecke gelaufen.
Jacques Rogge, der Präsident des IOC, überreichte de Lima die Pierre-de-Coubertin-Medaille für exemplarischen Sportsgeist.

## Doping
Durch die Intensivierung und Verbesserung der Dopingkontrollen wurde bei diesen Olympischen Spielen eine Vielzahl von Athleten positiv getestet. Nach einer Überführung der Athleten wird ihnen die Leistung aberkannt. Es erfolgt eine Disqualifikation von allen weiteren Wettbewerben durch die IOC-Disziplinarkommission und sie müssen mit einer mehrjährigen Wettkampfsperre rechnen.
Schon in den Monaten vor den Olympischen Spielen wurden viele potenzielle Olympiateilnehmer positiv getestet, darunter der Schweizer Radprofi und Exweltmeister Oscar Camenzind (22. Juli, EPO), der irische Langstreckenläufer Cathal Lombard (EPO), die spanische Radfahrerin Janet Puiggrois Miranda (17. Juli, EPO), der spanische EM-Dritte im Kajak-Einer Jovino Gozalez (16. Juli, EPO), US-Sprinter Jerome Young (23. Juli, EPO, wegen früheren Dopings nun für zwei Jahre gesperrt), der belgische Mountainbikeweltmeister Filip Meirhaeghe (25. Juni, EPO), die australische Gewichtheberin Caroline Pileggi (verweigerter Dopingtest im Juni) und zahlreiche Dopingfälle mit Tetrahydrogestrinon (THG) in der US-Leichtathletik im Zusammenhang mit dem Dopingskandal um das US-amerikanische Dopinganalyselabor BALCO. Sprintweltmeisterin Torri Edwards durfte nicht antreten, die Amerikanerin war bei einem Meeting auf der Karibikinsel Martinique positiv auf das Stimulanzmittel Nikethamid getestet worden.
- 9. August: Die ersten offiziellen Dopingfälle der Athener Spiele sind die Baseballspieler Andreas James Brack und Derek Nicholson aus der griechischen Mannschaft. Die für Griechenland startenden Greco-Amerikaner wurden am 5. August nach der Ankunft in Athen getestet. Alle nach der Eröffnung des olympischen Dorfes am 30. Juli überführten Olympiateilnehmer sind offiziell Dopingfälle der Spiele. Brack wurde der Einnahme des verbotenen anabolen Mittels Stanozolol, mit dem bereits Ben Johnson 1988 gedopt war, überführt. Nicholson wurde positiv auf Entwässerungsmittel (Diuretika) getestet, das bei einer Einnahme aus gesundheitlichen Gründen nach IOC-Vorschriften offiziell angegeben werden muss, da es oft zur Verschleierung von Steroid-Doping eingesetzt wird.

- 10. August: Bei dem kenianischen Boxer David Munyasia wird drei Tage vor dem offiziellen Beginn der Olympischen Spiele die verbotene Stimulans Cathin nachgewiesen.

- 17. August: Bei Nan Aye Khine aus Myanmar, Viertplatzierte im Gewichtheben (bis 48 kg) der Frauen, wurden Spuren eines anabolen Steroides nachgewiesen. Sie räumte ein, regelmäßig ein Kräuterextrakt einzunehmen, dessen Zusammensetzung sie aber nicht analysieren lasse. Nan Aye Khine wurde als erste Dopingsünderin, die bereits am Wettkampf teilgenommen hatte, nachträglich von den Spielen ausgeschlossen.

- 17. August: Die griechische Schwimmerin Antonia Machaira steht unter Dopingverdacht.

Im Vorfeld der Spiele ereignete sich ein Skandal, der die griechische Sportwelt erschüttern sollte. Nach einem fingierten Motorradunfall hatten sich die griechischen Sprinter Kostas Kenteris und Ekaterini Thanou zur angeblichen Behandlung in ein Athener Krankenhaus einliefern lassen. Gerade zu dieser Zeit war aber eine Dopingkontrolle angesetzt, der sie so entgingen. Es stellte sich heraus, dass sie sich zuvor zwei weiteren Kontrollen in Chicago und Tel Aviv entzogen hatten. Die Antidopingregeln besagen, dass die Verweigerung einer Dopingkontrolle automatisch als positive Probe gewertet wird. Bei einer IOC-Anhörung am 18. August kamen sie einem Ausschluss von den Olympischen Spielen in Athen zuvor und gaben den Verzicht auf ihre Teilnahme bekannt. Unterdessen gilt Christos Tzekos, ehemaliger Trainer von Kostas Kenteris, als Hauptverantwortlicher dieses Skandals. Griechische Behörden fanden in seinen Büros rund 1400 Packungen mit Anabolika und anderen verbotenen Substanzen.
- 19. August: Eine Eingangskontrolle bei den Gewichthebern führte zu fünf positiven Dopingergebnissen. Es handelt sich um Zoltán Kecskés (Ungarn) in der Gewichtsklasse bis 69 kg, Şule Şahbaz (Türkei) in der Klasse bis 75 kg, Viktor Chislean (Moldawien) in der Klasse bis 56 kg, sowie Pramita Kumari Na (Indien) und Wafa Ammouri (Marokko) in der Klasse bis 63 kg.

- 20. August: Die Usbekin Olga Shukina wurde von der Qualifikation im Kugelstoßen ausgeschlossen. Shchukina wurde positiv in einer Trainingskontrolle am 14. August 2004 auf Clenbuterol getestet. Ebenfalls positiv getestet wurde Sanamacha Chanu, eine indische Gewichtheberin. Bei ihr wurde in einer Kontrolle vom 15. August 2004 Furosemid (Diuretikum) gefunden. Ihr wurde der vierte Platz beim Gewichtheben in der Klasse 53 Kilogramm aberkannt.

- 21. August: Beim griechischen Gewichtheber Leonidas Sampanis, der in der Klasse bis 62 kg Bronze gewonnen hatte, wurden nach einer Kontrolle in der A- und B-Probe stark erhöhte Testosteronwerte festgestellt. Sabanis wurde daraufhin die Bronzemedaille aberkannt. Außerdem wurden bei Trainingskontrollen die Gewichtheber Nital Scharipow aus Kirgisistan und die russische Vizeweltmeisterin Albina Chomitsch positiv getestet. Mit Christoforos Choidis ist ein weiterer griechischer Sprinter nicht zu einem Dopingtest erschienen. Griechische Medien berichteten, dass Choidis bereits aus dem olympischen Dorf abgereist sei.

- 23. August: Die russische Kugelstoßolympiasiegerin Irina Korschanenko ist des Dopings mit dem anabolen Steroid Stanozolol überführt worden. Korschanenko wurde ihre Goldmedaille aberkannt und von den Olympischen Spielen ausgeschlossen. Da sie bereits zum zweiten Mal erwischt wurde, muss sie mit einer lebenslangen Sperre rechnen.

- 24. August: Der ungarische Diskuswurfolympiasieger Róbert Fazekas verweigerte zunächst nach seinem Olympiasieg die Dopingprobe. Dann versuchte er die Urinproben zu vertauschen. Letztendlich wurde ihm die Goldmedaille aberkannt und Virgilijus Alekna aus Litauen zum Olympiasieger erklärt. Beim Hochsprung wurde Aljaksej Ljasnitschy aus Belarus positiv auf die anabole Substanz Clenbuterol getestet, was aber keinen Einfluss auf die Medaillenvergabe hatte, da er Letzter in der Qualifikation war.

- 26. August: Der ungarische Gewichtheber Zoltán Kovács hatte am 25. August nachdem er den Wettkampf in der 105-kg-Klasse vorzeitig beendet hatte, eine Dopingkontrolle verweigert. Er wurde von den Spielen ausgeschlossen. Der ukrainische Doppelvierer der Frauen verliert seine Bronzemedaille, weil der Mannschaftsarzt der Ruderin Olena Olefirenko ein verbotenes Stimulansmittel verschrieben hatte. Deshalb erfolgte auch nur eine Aberkennung der Medaille aber nicht der Ausschluss von den Olympischen Spielen.

- 29. August: Dem ungarischen Hammerwerfer Adrián Annus wird die gewonnene Goldmedaille aufgrund von Manipulationen bei der ersten Dopingkontrolle nach dem Wettkampf und der Weigerung der Abgabe einer neuen Dopingprobe aberkannt.

Im Frühjahr 2012 ließ das IOC auf Druck der Öffentlichkeit Nachtests mit neuen Testmethoden an zu diesem Zweck gelagerten Dopingproben der Athener Spiele vornehmen. Dies führte zu fünf weiteren Dopingbefunden, unter anderem bei dem belarussischen Hammerwerfer Iwan Zichan, der daraufhin bei den Olympischen Spielen 2012 nicht antrat.
Im Dezember 2012 gab das IOC bekannt, noch einmal vor Ablauf der achtjährigen Kontrollfrist Proben untersucht zu haben und erkannte vier Sportlern wegen Dopings mit anabolen Steroiden ihre Medaillen ab, darunter dem Kugelstoßer Jurij Bilonoh, der Diskuswerferin Iryna Jattschanka, der Kugelstoßerin Swetlana Kriweljowa sowie Hammerwerfer Iwan Zichan.

## Sicherheit
Während der Planungsphase musste die neue Sicherheitslage berücksichtigt werden, welche sich insbesondere nach den Terroranschläge in den USA 2001 und in Madrid 2004 stark verändert hatte. Diese Maßnahmen führten zu Sicherheitsausgaben in Höhe von über eine Milliarde Euro statt wie geplant in Höhe von 250 Millionen.
Die NATO beteiligte sich an den Sicherheitsmaßnahmen mit AWACS-Flugzeugen zur Sicherung des Luftraumes, sowie sieben Kriegsschiffen und einem U-Boot zur Sicherung der Ägäis und des Ionischen Meeres an den Sicherheitsmaßnahmen. Über der Stadt kreiste ein mit Kameras und anderer Elektronik bestückter Zeppelin, welcher den Sicherheitskräften Informationen liefern sollte. Das Luftschiff wurde für 1,2 Millionen Euro in der Schweiz gechartert. Über 70.000 Polizisten waren im Einsatz und über 1000 Überwachungskameras wurden installiert. Im Athener Umland wurden Patriot-Batterien aufgestellt, um Flugzeuge, die in die 75-Kilometer-Sicherheitszone um die Sportstätten eingedrungen wären, im Notfall abzuschießen.
Von Papst Johannes Paul II. wurde der Wunsch nach friedlichen Spielen erklärt.
Am Samstag, dem 14. August 2004, kam es vor dem Pressedorf, das von 1600 Journalisten bewohnt wurde, in der Nähe des Olympiastadions zu einem falschen Bombenalarm. Der verdächtige Koffer enthielt aber nur normale Reisesachen.

## Kosten
Nach der Vergabe der Spiele an Athen 1997 rechnete das Organisationskomitee mit Kosten von 1,25 Milliarden Euro. Es wurde auch ein Gewinn von 33 Millionen Euro erwartet. Die im März 2004 abgewählte sozialistische Regierung ging noch von 4,6 Milliarden Euro für die Sportstätten aus. Insgesamt kosteten sie dann jedoch fast sieben Milliarden Euro. Primäre Ursache war die seit September 2001 verschärfte Sicherheitslage, verschiedene Staaten forderten besonderen Schutz sowohl bei Personen als auch im Allgemeinen.
In Zusammenhang mit den Spielen wird häufig der Ausbau der Athener Verkehrsinfrastruktur gesehen, der neun Milliarden Euro kostete und u. a. zwei neue U-Bahn-Linien und die Wiedereinführung der Straßenbahn beinhaltete. Tatsächlich handelte es sich um Projekte, die ohnehin in Planung und in Bau waren, deren Realisierung durch die Spiele nur beschleunigt wurde.

## Kulturprogramm
Die Kulturstiftung DESTE veranstaltete die Ausstellung monument to now die einen Überblick über zeitgenössische Kunst aus der ganzen Welt bot.

## Kommerzialisierung
Neben den Sicherheitskontrollen bei den Besuchern der Veranstaltungen mussten diese auch zu den Sponsoren konkurrierenden Produkte abgeben oder in Verwahrung geben, beispielsweise bei Erfrischungsgetränken.

## Berichterstattung
Ungefähr 21.600 Medienvertreter berichteten von den Olympischen Spielen in Athen. Sie war zudem das erste Großereignis, das von dem amerikanischen Sender NBC und dem japanischen Sender NHK in High Definition Television (HDTV) übertragen wurde. Die beiden deutschen öffentlich-rechtlichen Sender Das Erste und ZDF berichteten abwechselnd rund 300 Stunden von den Olympischen Spielen. Zusätzlich wurden über vier Digitalkanäle noch mal 1100 Stunden Olympia gesendet.

## Zitate
- „Ich bin eigentlich nur hier, um am 22. August zum Postamt der Olympischen Spiele zu gehen und meine Goldmedaille abzuholen.“ – Maurice Greene (USA), Olympiasieger von Sydney über die 100 Meter, der in Athen jedoch nur Bronze gewann.